# Eleanor Roosevelt
Anna Eleanor Roosevelt (pronunciación, /ˈɛlɪnɔːr ˈroʊzəvɛlt/; Nueva York, 11 de octubre de 1884-Nueva York, 7 de noviembre de 1962) fue una escritora, activista y política estadounidense. Fue primera dama de los Estados Unidos desde el 4 de marzo de 1933 hasta el 12 de abril de 1945, durante los cuatro períodos presidenciales de su esposo Franklin D. Roosevelt. Se desempeñó como delegada de los Estados Unidos en la Asamblea General de las Naciones Unidas de 1945 a 1952. Harry S. Truman posteriormente la llamó la «Primera Dama del Mundo» por sus avances en materia de derechos humanos.
Miembro de las reconocidas familias estadounidenses Roosevelt y Livingston y sobrina del presidente Theodore Roosevelt, tuvo una infancia desdichada, ya que sufrió la muerte de sus padres y uno de sus hermanos a una edad temprana. A los quince años, asistió a la Academia Allenwood en Londres y fue profundamente influenciada por su directora Marie Souvestre. 
Al regresar a los Estados Unidos, se casó con su pariente lejano Franklin D. Roosevelt en 1905. El matrimonio fue complicado desde el principio por su suegra Sara y después de que descubriera el romance de su esposo con Lucy Mercer en 1918, lo que la llevó a buscar satisfacción con una vida pública propia. 
Convenció a su esposo para que siguiera en la política luego de que sufriera una enfermedad paralítica en 1921, lo que lo privó del uso normal de sus piernas, y comenzó a dar discursos y aparecer en eventos de campaña en nombre de Franklin. Después que su esposo ganara las elecciones a gobernador de Nueva York en 1928 y durante el resto de la carrera pública de él en el gobierno, hizo apariciones públicas en su nombre y, como primera dama de los Estados Unidos, reformuló y redefinió significativamente este rol protocolario.
Aunque fue muy respetada en sus últimos años, era una controvertida primera dama debido a su franqueza, particularmente en lo que respecta a los derechos civiles de los afroestadounidenses. Fue la primera esposa presidencial en celebrar conferencias de prensa periódicas, escribir una columna en un periódico todos los días, publicar una columna mensual en una revista, presentar un programa de radio semanal y hablar en una convención nacional del partido. En algunas ocasiones, discrepó públicamente con las políticas de su esposo.
Lanzó una comunidad experimental en Arthurdale (Virginia Occidental) para las familias de mineros desempleados, proyecto considerado posteriormente un fracaso. Abogó por roles más amplios para las mujeres en el lugar de trabajo, derechos civiles de afroestadounidenses y asiáticos estadounidenses y derechos de los refugiados de la Segunda Guerra Mundial. Luego de la muerte de su esposo en 1945, permaneció activa en política durante los diecisiete años restantes de su vida. Presionó al Gobierno federal estadounidense para unirse y apoyar a la Organización de las Naciones Unidas, convirtiéndose en su primera delegada. Fue elegida como la primera presidenta de la Comisión de Derechos Humanos de las Naciones Unidas y supervisó la redacción de la Declaración Universal de los Derechos Humanos.
Tiempo después, presidió la Comisión Presidencial sobre el Estatus de la Mujer de la administración de John F. Kennedy, siendo signataria de la «Carta abierta a las mujeres del mundo». En el momento de su muerte, era considerada como «una de las mujeres más estimadas del mundo», según el obituario del New York Times. En 1999, ocupó el noveno puesto de la lista de personas más admiradas del siglo XX de la encuestadora Gallup.

## Vida personal

### Primeros años de vida

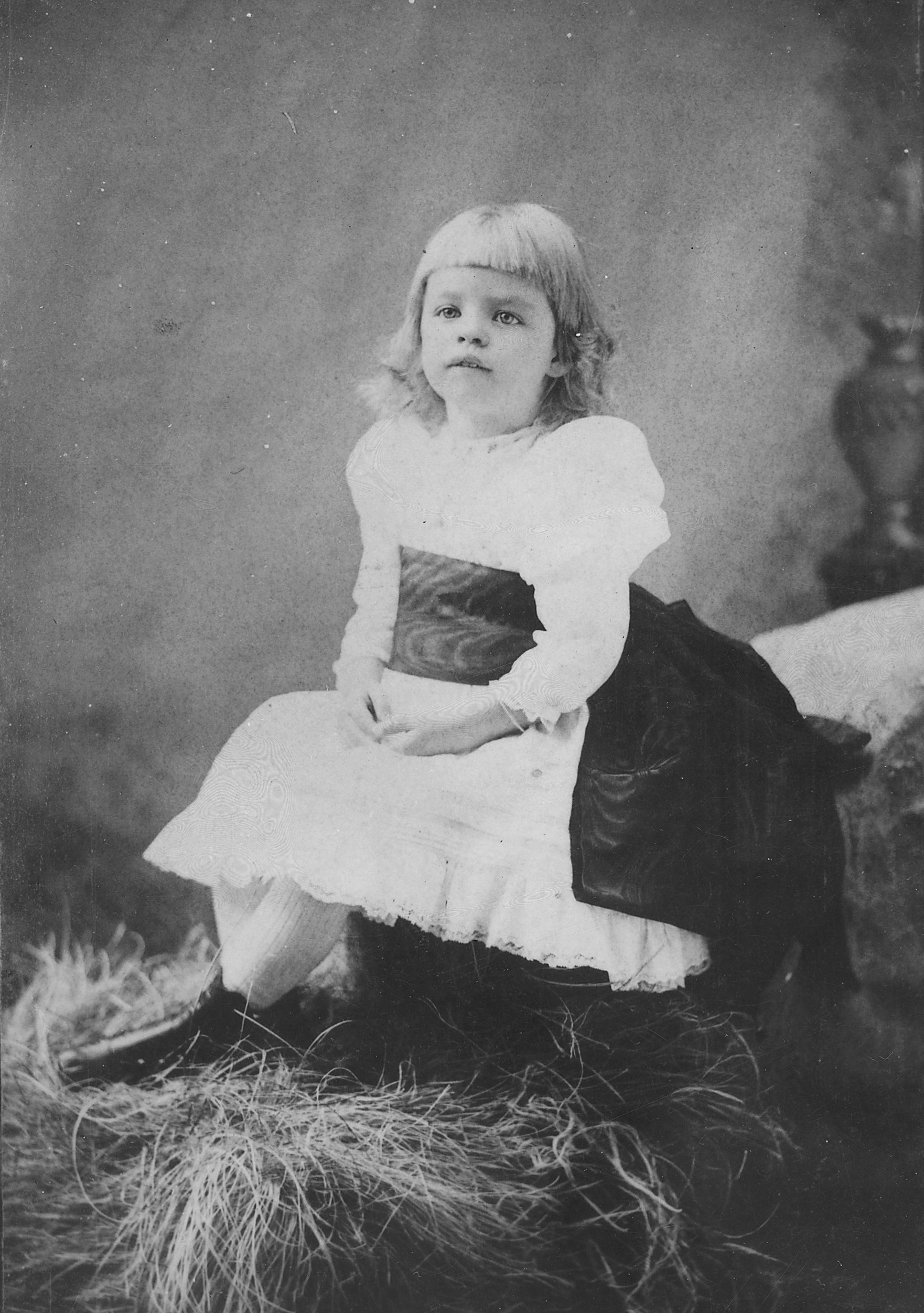
Roosevelt a la edad de tres años.

Nació el 11 de octubre de 1884 en Manhattan, Nueva York. Hija de los socialite Anna Rebecca Hall y Elliott Bulloch Roosevelt, Roosevelt desde temprana edad prefirió ser llamada por su segundo nombre, Eleanor. Por parte de su padre, era sobrina de Theodore Roosevelt, presidente de los Estados Unidos; en cuanto a su familia materna, era sobrina de los campeones de tenis Valentine Gill «Vallie» Hall III y Edward Ludlow Hall. Su madre la apodó Granny (lit., «Abuelita») porque actuaba de una manera muy seria para una niña; también estaba algo avergonzada de la sencillez de su hija.
Tenía dos hermanos menores —Elliott Jr. y Hall— y un medio hermano —Elliott Roosevelt Mann—, nacido del romance de su padre con Katy Mann, una criada que trabajaba para la familia. Roosevelt nació en un mundo de gran riqueza y privilegios, debido a que su familia era parte de la alta sociedad neoyorquina, apodada swells (lit., «gente bien»).
Su madre murió de difteria el 7 de diciembre de 1892 y Elliott Jr. falleció de la misma enfermedad en mayo del siguiente año. Su padre, un alcohólico confinado en un sanatorio, murió el 14 de agosto de 1894, luego de saltar de una ventana durante un ataque de delirium tremens. Sobrevivió a la caída aunque pereció de una convulsión. Estas pérdidas en su infancia la dejaron propensa a la depresión a lo largo de su vida. Su hermano Hall también sufrió de alcoholismo en la adultez. Antes de que su padre muriera, este imploró que actuara como una madre hacia Hall, una petición que cumplió por el resto de la vida de su hermano. Ella lo adoraba y, cuando su hermano se matriculó en el colegio privado Groton School en 1907, lo acompañó como supervisora. Mientras Hall asistía a Groton, le escribía casi a diario, pero siempre sentía un poco de culpa por el hecho de que su hermano no hubiera tenido una infancia más plena. Disfrutaba del brillante desempeño de Hall en el colegio y estaba orgullosa por sus logros académicos, con su graduación de maestro en Ingeniería de Harvard.

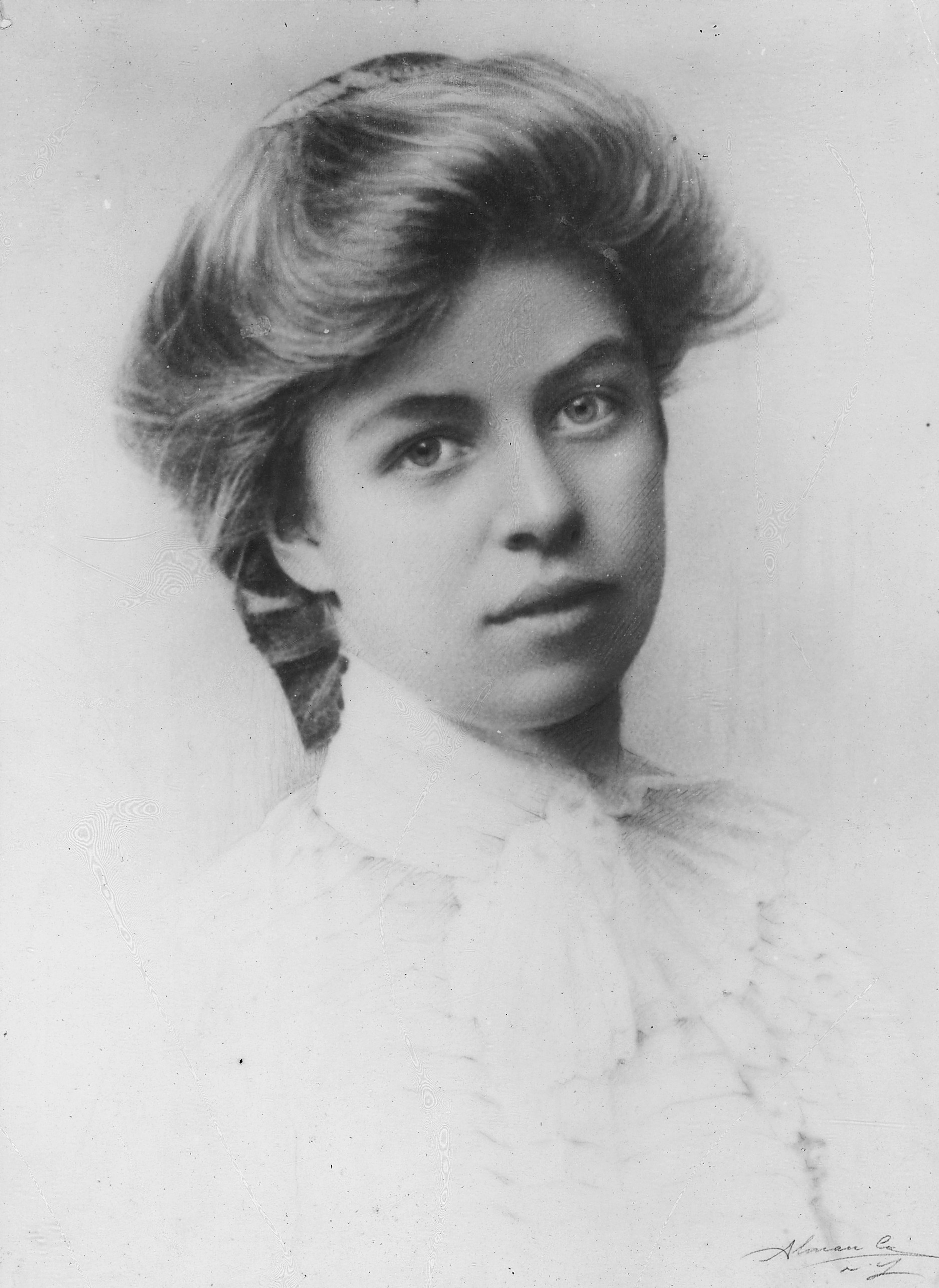
Retrato escolar de 1898.

Tras la muerte de sus padres, se crio en casa de su abuela materna Mary Livingston Ludlow en Tivoli. Cuando era niña, era insegura, con falta de afecto y se consideraba a sí misma como un «patito feo». Sin embargo, a los catorce años escribió que las perspectivas de uno en la vida no dependían totalmente de la belleza física: «No importa cuán simple sea una mujer si la verdad y la lealtad se estampan en su rostro, todos se sentirán atraídos por ella».
Recibió tutoría privada y, con el estímulo de su tía Anna «Bamie» Roosevelt, a los quince años fue enviada a la Academia Allenswood, una escuela privada de señoritas en Wimbledon, en las afueras de Londres, donde fue educada entre 1899-1902. La directora, Marie Souvestre, era una destacada educadora que buscó cultivar el pensamiento independiente en las mujeres jóvenes. Souvestre se interesó especialmente en ella, quien aprendió a hablar francés con fluidez y ganó confianza en sí misma. Ambas mantuvieron correspondencia hasta marzo de 1905, cuando Souvestre murió, y después de esto Roosevelt colocó su retrato en su escritorio y trajo consigo sus cartas. Su prima primera Corinne Douglas Robinson, cuyo primer año en Allenswood se superpuso con el último de su pariente, dijo, que cuando llegó a la escuela, Roosevelt «era “todo” en la escuela. Era querida por todos». Deseaba continuar en Allenwood, pero su abuela la llamó a casa en 1902 para hacer su debut social.
En 1902, a los diecisiete años, completó su educación formal y regresó a los Estados Unidos; hizo su presentación en sociedad en un baile de debutantes en el hotel Waldorf Astoria el 14 de diciembre. Más tarde le dieron su propia «fiesta de presentación». Roosevelt comentó sobre su debut en una discusión pública una vez: «Fue simplemente horrible. Era una fiesta hermosa, por supuesto, pero me sentía muy triste, porque una chica que ha salido [del país] es muy desgraciada si no conoce a todos los jóvenes. Por supuesto, había pasado tanto tiempo en el extranjero que había perdido contacto con todas las chicas que solía conocer en Nueva York. Fui desgraciada por todo eso».
Fue miembro activo en la Association of Junior Leagues International de Nueva York poco después de su fundación, enseñando baile y calistenia en los barrios bajos del Lado Este de Manhattan. La organización había llamado la atención de Roosevelt por una amiga, la fundadora Mary Harriman, y un pariente que criticó al grupo por «atraer a las mujeres jóvenes a la actividad pública».
Se congregaba regularmente a los servicios de la Iglesia episcopal y estaba muy familiarizada con el Nuevo Testamento. Harold Ivan Smith afirma que «su fe era de conocimiento público. En cientos de columnas de “My day” y “If you ask me” abordó temas de fe, oración y la Biblia».

### Matrimonio con Franklin D. Roosevelt

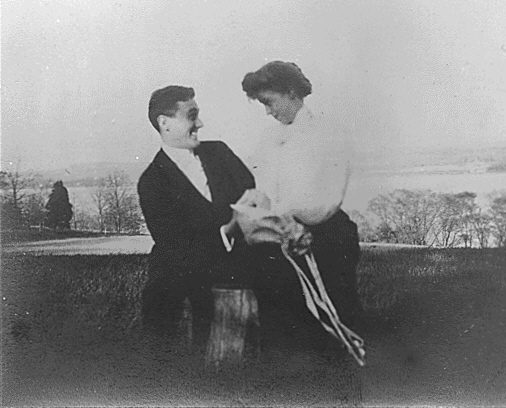
Franklin y Eleanor Roosevelt en Newburgh (Nueva York).

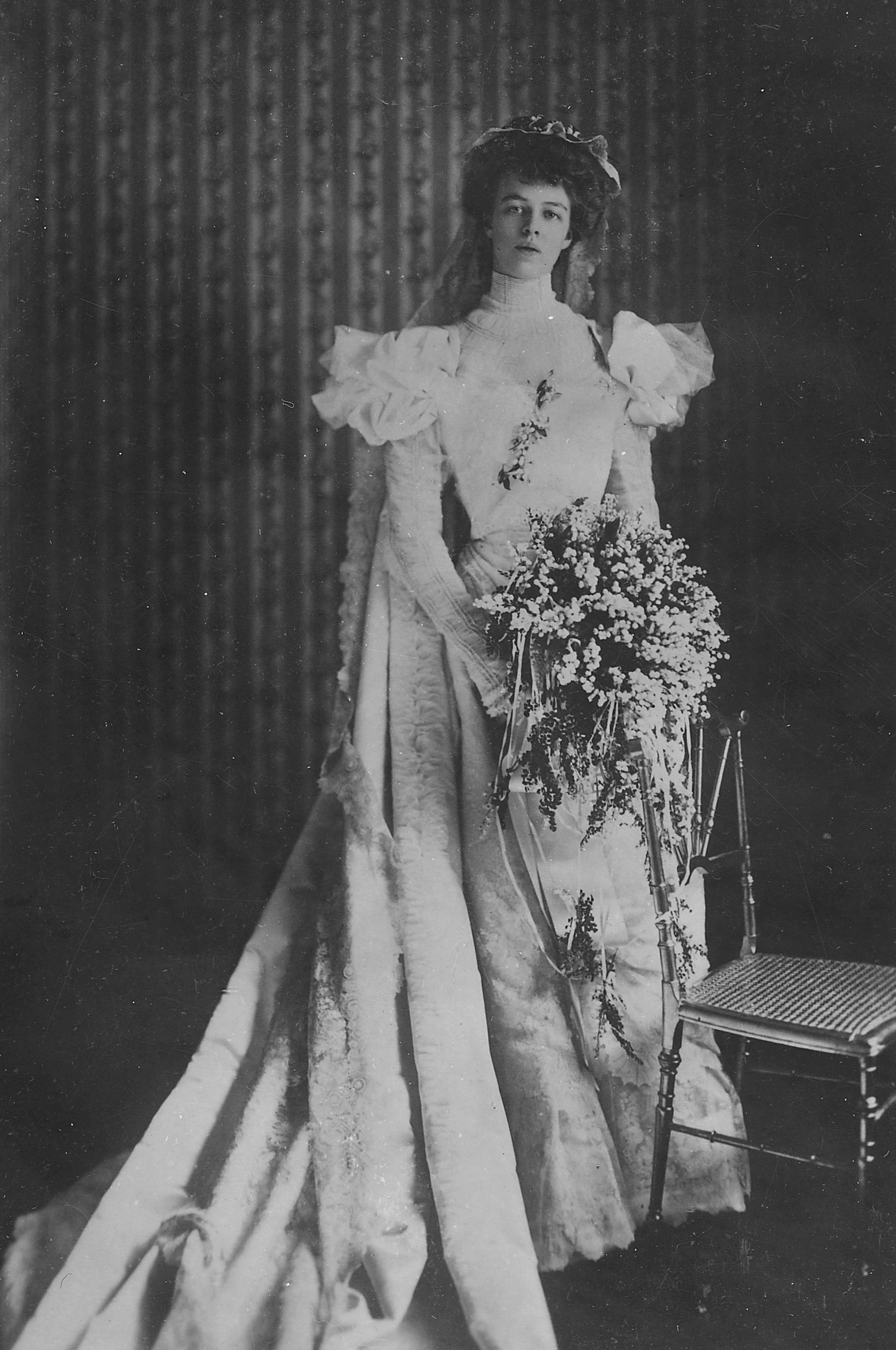
Vestida para su boda en 1905.

En el verano de 1902, en un tren a Tivoli se encontró con el primo quinto de su padre, Franklin Delano Roosevelt. Ambos comenzaron una correspondencia secreta y un romance; se comprometieron el 22 de noviembre de 1903. La madre de Franklin, Sara Ann Delano, se opuso a la unión y le hizo prometer que el compromiso no se anunciaría oficialmente durante un año. «Sé el dolor que debo haberte causado», le escribió a su madre sobre su decisión, pero, agregó, «Conozco mi propia mente, lo supe durante mucho tiempo y sé que nunca podría pensar de otra manera». Su madre lo llevó a un crucero por el Caribe en 1904, con la esperanza de que la separación esfumara el romance, pero él se mantuvo decidido. La fecha de la boda se programó para ajustarse a la agenda de Theodore Roosevelt, quien tenía programado estar en Nueva York para el desfile del Día de San Patricio y accedió a entregar a la novia.
La pareja se casó el 17 de marzo de 1905, en una boda oficiada por Endicott Peabody, director del novio en Groton School. Su prima Corinne Douglas Robinson era una dama de honor. La asistencia del presidente Roosevelt a la ceremonia fue noticia de primera plana en el New York Times y otros periódicos. Cuando la prensa le preguntó qué pensaba sobre el enlace Roosevelt-Roosevelt, dijo: «Es bueno mantener el nombre en familia». La pareja pasó una luna de miel preliminar de una semana en Hyde Park, luego se establecieron en un apartamento en Nueva York. Ese verano fueron a su luna de miel formal, una gira de tres meses por Europa.
Al regresar a los Estados Unidos, los recién casados se establecieron en una casa en Nueva York, proporcionada por la madre de Franklin, así como en una segunda residencia en la finca de la familia con vistas al río Hudson en Hyde Park. Desde el principio, Eleanor tuvo una relación conflictiva con su suegra controladoraLa casa adosada que les dio estaba conectada a su propia residencia mediante puertas correderas y su suegra dirigió ambos hogares en la década posterior al matrimonio. Al principio, Eleanor tuvo una crisis nerviosa en la que dijo a su esposo: «No me gustó vivir en una casa que no era mía, una en la que no había hecho nada y que no representaba la forma en que quería vivir», pero poco cambió. Sara también trató de controlar la crianza de sus nietos; sobre esto, Eleanor reflexionó tiempo después: «Los hijos de Franklin eran más hijos de mi suegra que míos». Su hijo mayor, James, recordó que su abuela le dijo a sus hermanos: «Tu madre sólo te dio a luz, soy más tu madre que tu madre». Eleanor y Franklin Roosevelt tuvieron seis hijos:

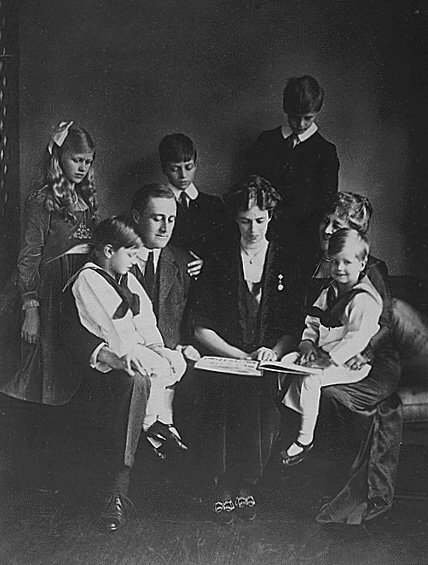
Los Roosevelt y sus hijos en 1919.

- Anna Eleanor Roosevelt (1906-1975)[52]
- James Roosevelt II (1907-1991)[53]
- Franklin Roosevelt (1909)[54]
- Elliot Roosevelt (1910-1990)[55]
- Franklin Delano Roosevelt Jr. (1914-1988)[56]
- John Aspinwall Roosevelt II (1916-1981)[57]

A pesar de sus varios embarazos, a Eleanor, como muchas mujeres acomodadas de la época debido a la crianza en la moral tradicional que ignoraba tales cuestiones, no le gustaba mantener relaciones íntimas con su marido; una vez dijo a su hija Anna que era «una experiencia muy difícil de soportar». También se consideraba inadecuada para la maternidad y más tarde escribió: «No me resultaba natural comprender a los niños pequeños o disfrutarlos».
En septiembre de 1918, estaba desempacando unas maletas de su esposo cuando descubrió un paquete de cartas de amor de su secretaria personal Lucy Mercer. En las misivas, decía que había estado pensando en abandonarla por ella. Sin embargo, debido a la presión de su asesor político, Louis Howe, y de su madre, que amenazó con desheredarlo si se divorciaba, la pareja permaneció casada. La unión fue desde ese momento nada más que una asociación política. Desilusionada, se volvió activa en la vida pública, a pesar de su carácter introvertido, y se enfocó cada vez más en su obra social en lugar de su rol de esposa.
En agosto de 1921, durante las vacaciones familiares en la isla Campobello de Nuevo Brunswick, Franklin sufrió una enfermedad paralizante que fue diagnosticada como polio, aunque sus síntomas son más consistentes con el síndrome de Guillain-Barré. Durante su enfermedad, su esposa, ejerciendo de enfermera, probablemente le salvó la vida. Sus piernas quedaron permanentemente paralizadas. Cuando la discapacidad se hizo evidente, se enfrentó a su suegra sobre su futuro, convenciéndolo de permanecer en la política a pesar del deseo de su madre de que se retirara y se convirtiera en un caballero rural. El médico tratante de Franklin, William Keen, elogió la devoción de Eleanor por su afligido esposo en sus labores diarias. «Has sido una esposa rara y has soportado tu pesada carga con la mayor valentía» le dijo, proclamándola «una de mis heroínas».
Esto resultó ser un punto de inflexión en la lucha de disputa con su suegra y, a medida que su rol público crecía, rompió cada vez más el control de ella sobre su vida. Las tensiones con Sara por sus nuevos amigos políticos aumentaron hasta el punto de que la familia construyó una cabaña en Val-Kill, en la que Eleanor y sus invitados vivían cuando su esposo y los niños estaban lejos de Hyde Park. Nombró al lugar Val-Kill (lit., «corriente de cascada») por los colonos neerlandeses originales de la zona. Su esposo la alentó a ampliar esta propiedad como un sitio donde pudiera implementar algunas de sus ideas sobre empleos de invierno para mujeres y trabajadores rurales.
En 1924 hizo campaña por el demócrata Alfred E. Smith en su exitosa candidatura a la reelección como gobernador de Nueva York contra el candidato republicano, su primo hermano Theodore Roosevelt, Jr., quien nunca la perdonó. Su tía Bamie Roosevelt rompió públicamente con ella después de las elecciones; en una carta a su sobrina le escribió: «Odio que Eleanor se deje ver como es. Aunque nunca fue guapa, siempre tuvo un efecto encantador, ¡pero para gran desgracia! Ahora que la política se ha convertido en su interés más selecto, ¡todo su encanto ha desaparecido! [...]». Sin embargo, ambas finalmente se reconciliaron. La hija mayor de Theodore Sr., Alice, también rompió con Eleanor por su campaña. Se reconciliaron después de que le escribió una carta reconfortante sobre la muerte de la hija de Alice, Paulina Longworth.
Se separó de su hija Anna cuando asumió algunos de los deberes sociales en la Casa Blanca. La relación se tensó aún más porque quería desesperadamente ir con su esposo a Yalta en febrero de 1945, dos meses antes de la muerte de Franklin, pero en su lugar se llevó a su hija. Unos años más tarde, ambas pudieron conciliar y cooperar en numerosos proyectos. Anna cuidó de su madre cuando tenía una enfermedad terminal en 1962.
Su hijo Elliott escribió numerosos libros, como una serie de misterio en la que su madre era la detective, aunque fueron investigados y elaborados por William Harrington. Con James Brough, también publicó un libro sobre sus padres llamado The Roosevelts of Hyde Park: an untold story, en el que reveló detalles sobre la vida sexual de sus padres, como las relaciones de Franklin con Lucy Mercer y Marguerite LeHand. Cuando publicó este libro en 1973, su hermano Franklin Delano Roosevelt Jr. presentó una demanda familiar en su contra. Otro de los hermanos, James, publicó My parents, a differing view (1976), como respuesta al libro de Elliot.

### Otras relaciones

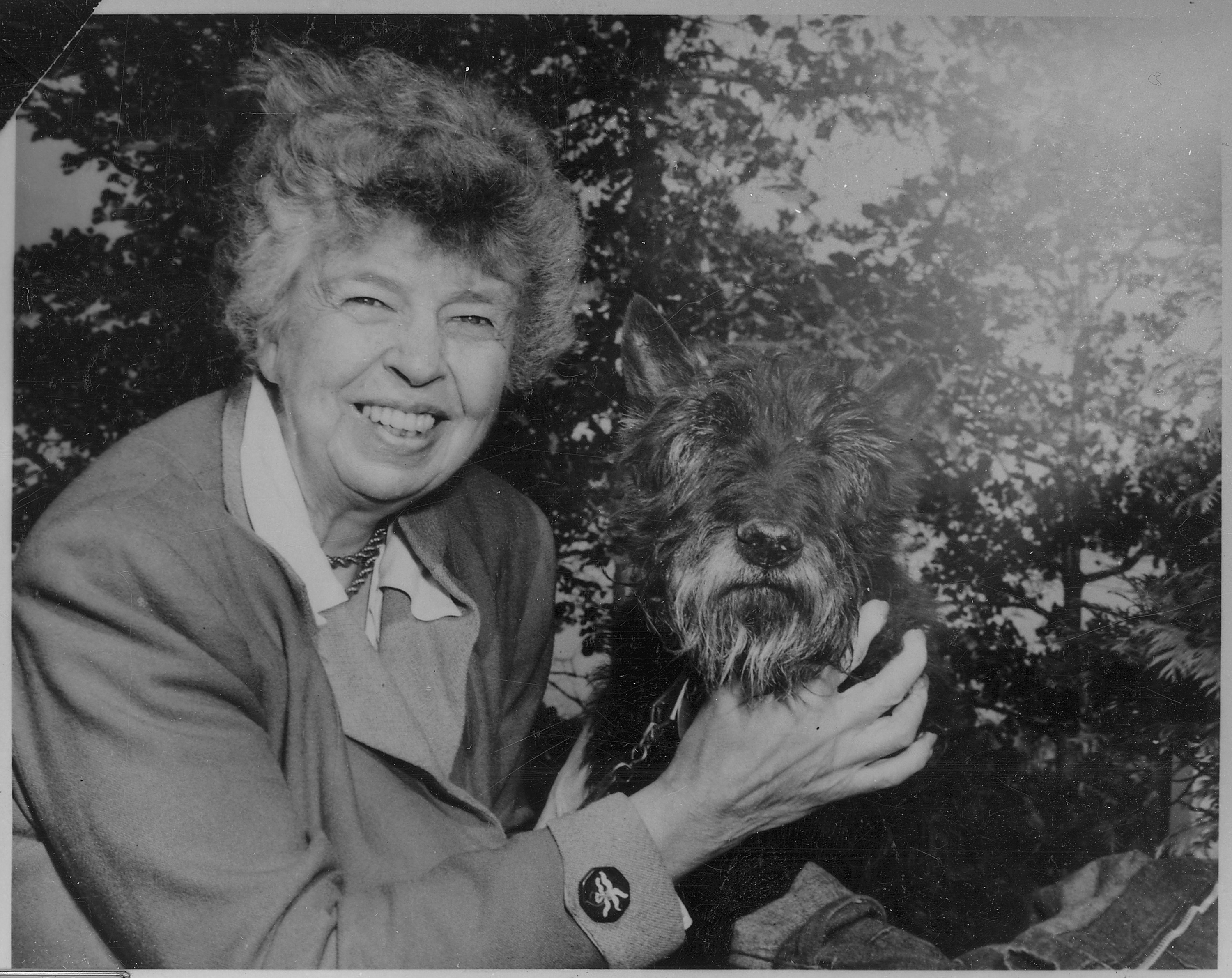
Roosevelt con su mascota Fala.

En la década de 1930, tuvo una amistad muy estrecha con la aviadora Amelia Earhart. En una ocasión, ambas se escabulleron de la Casa Blanca y fueron a una fiesta con ropa para el momento. Después de volar con Earhart, obtuvo un permiso de estudiante, pero no siguió sus planes de aprender a usar un aeroplano. Franklin no apoyaba la idea de que su esposa se hiciera piloto. Sin embargo, ambas se comunicaron con frecuencia hasta la desaparición de Earhart en 1937.
También tuvo una relación cercana con la reportera de Associated Press (AP) Lorena Hickok, quien la cubrió durante los últimos meses de la campaña presidencial de 1928 y «se enamoró perdidamente de ella». Durante esta época, Eleanor escribió cartas diarias de diez a quince páginas a «Hick», quien planeaba escribir una biografía sobre ella. Las cartas incluían expresiones como: «Quiero abrazarte y besarte en la comisura de tu boca» y «No puedo besarte, así que beso tu “foto” y te doy ¡buenas noches y buenos días!». En la toma de posesión de Franklin en 1933, su esposa llevaba un anillo de zafiro que la periodista le había regalado. El director del FBI, J. Edgar Hoover, despreciaba el liberalismo de la primera dama —según él, estas ideas rayaban el comunismo o la hacían un «peón» de los comunistas—, su postura con respecto a los derechos civiles y las críticas de los Roosevelt a sus tácticas de vigilancia, por lo que mantuvo un gran archivo sobre ella, uno de los más extensos de la historia del FBI sobre una persona. Comprometida con su trabajo, Hickok pronto renunció a su puesto en AP para estar más cerca de Eleanor, quien le aseguró un puesto como investigadora para un programa de New Deal.

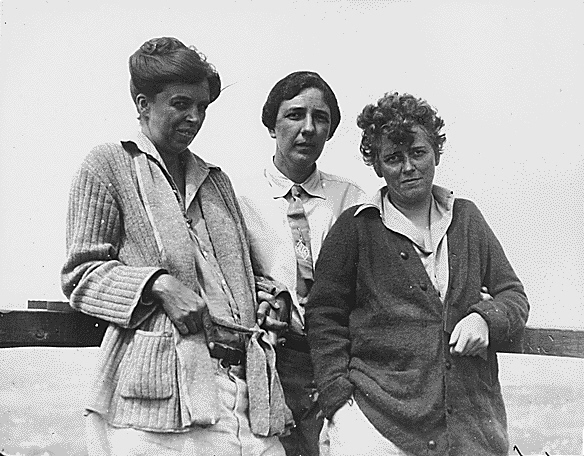
Roosevelt con dos de sus colegas feministas más cercanas, Marion Dickerman y Nancy Cook, en la isla Campobello en 1926.

Sobre esto, existe un debate abierto sobre si tuvo o no una relación sexual con Hickok. En el cuerpo de prensa de la Casa Blanca de ese momento se sabía que Hickok era lesbiana. Académicos como Lillian Faderman y Hazel Rowley han afirmado que había un componente físico en la relación, mientras que Doris Faber, biógrafa de Hickok, ha argumentado que las frases insinuantes han engañado a los historiadores. Doris Kearns Goodwin indicó que «no se podía determinar con certeza si Hick y Eleanor fueron más allá de besos y abrazos». Roosevelt era amiga íntima de varias parejas de lesbianas, como Nancy Cook y Marion Dickerman y Esther Lape y Elizabeth Fisher Read, lo que muestra que entendía el lesbianismo; Marie Souvestre, su maestra en la infancia y una gran influencia en su pensamiento posterior, también era lesbiana. Faber publicó parte de la correspondencia de Roosevelt y Hickok en 1980, pero concluyó que la frase apasionada era simplemente un «arrebato amoroso de colegiala excepcionalmente tardío» y advirtió a los historiadores no dejarse caer en apariencias. Leila J. Rupp criticó el argumento de Faber, calificando su libro como «un estudio de caso sobre homofobia» y arguyó que la biógrafa presentó involuntariamente «página tras página de evidencia que delinea el crecimiento y el desarrollo de una historia de amor entre las dos mujeres». En 1992, Blanche Wiesen Cook, biógrafa de Roosevelt, señaló que la relación era de hecho romántica y generaba atención mediática. Un ensayo de 2011 de Russell Baker que revisaba dos nuevas biografías en New York Review of Books (Franklin and Eleanor: an extraordinary marriage, de Hazel Rowley, y Eleanor Roosevelt: transformative First Lady, de Maurine H. Beasley) declaró: «Que la relación de Hickok fue realmente erótica, ahora parece indiscutible, teniendo en cuenta lo que se sabe sobre las cartas que intercambiaron».
En los mismos años, los rumores en la capital la vincularon románticamente con el administrador del New Deal Harry Hopkins, con quien trabajó estrechamente. También tuvo una relación cercana con Earl Miller, sargento de la Policía Estatal de Nueva York, a quien el presidente le asignó como su guardaespaldas. Tenía 44 años cuando conoció a Miller, de 32, en 1929; era su amigo y en su acompañante oficial, enseñándole diferentes deportes, como buceo y equitación, y la entrenó en el tenis. Su biógrafa Blanche Wiesen Cook afirmó que Miller fue su «primera relación romántica» en sus años intermedios. Sobre esto, Hazel Rowley concluyó: «No hay duda de que Eleanor estuvo enamorada de Earl por un tiempo [...] Pero es muy poco probable que hayan tenido una “aventura”».
Su amistad con Miller se produjo al mismo tiempo que se rumoreaba que su esposo tenía una relación con su secretaria Marguerite «Missy» LeHand. Según Jean Edward, «sorprendentemente, tanto Eleanor como Franklin reconocieron, aceptaron y alentaron este arreglo [...] Eleanor y Franklin eran personas decididas que se preocupaban mucho por la felicidad del otro, pero se dieron cuenta de su propia incapacidad para proporcionarla». Presuntamente, la relación continuó hasta la muerte de Eleanor en 1962; también que mantuvieron correspondencia a diario, pero se perdieron las cartas. De acuerdo con los rumores, las cartas fueron compradas y destruidas de forma anónima o guardadas bajo llave cuando ella murió.
Era amiga de Carrie Chapman Catt y le otorgó el premio Chi Omega en la Casa Blanca en 1941.

### Antisemitismo
En privado mostró una repulsión contra los judíos ricos en 1918, diciéndole a su suegra que «el grupo judío [era] espantoso [...] Nunca deseo oír que se mencione nuevamente el dinero, las joyas o los sables». Cuando era copropietaria de la escuela para señoritas Todhunter en Nueva York, fueron admitidas un número limitado de judías. La mayoría de las estudiantes eran protestantes de clase alta; Roosevelt dijo que el espíritu escolar «sería diferente si tuviésemos una proporción demasiado grande de niñas judías». Para ella, el problema no era solo la cantidad, sino la calidad, ya que los judíos eran «muy diferentes a nosotros» y aún no eran «lo suficientemente estadounidenses». Su antisemitismo disminuyó gradualmente, especialmente a medida que crecía su amistad con Bernard Baruch. Después de la Segunda Guerra Mundial, se había vuelto una firme defensora de Israel, país que admiraba por su compromiso con los valores del New Deal.

## Vida pública antes de 1933

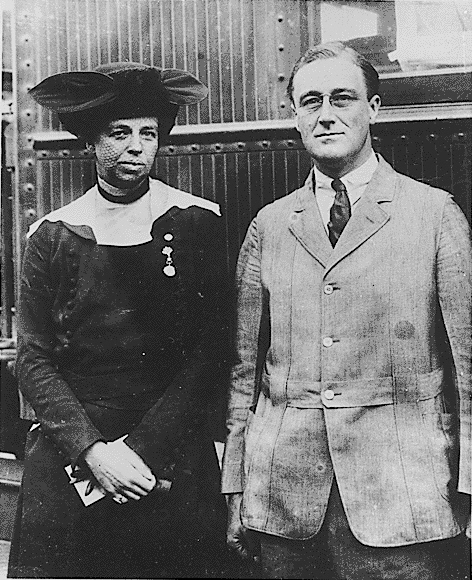
Los Roosevelt en 1920.

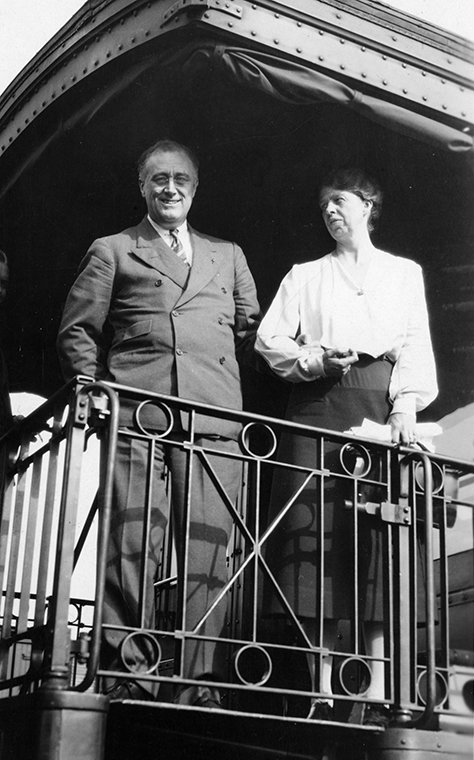
Visitando Savanna durante la campaña presidencial de 1932.

En las elecciones presidenciales de 1920, su esposo fue nominado como compañero de fórmula del candidato demócrata James M. Cox. Se unió a una gira nacional, haciendo sus primeras apariciones de campaña. Cox fue derrotado por el republicano Warren G. Harding, quien ganó con 404 frente a 127 votos electorales.
Tras el inicio de la enfermedad paralítica de Franklin en 1921, comenzó a servir como sustituto de su esposo incapacitado, haciendo apariciones públicas en su nombre, muchas veces cuidadosamente entrenada por Louis Howe. También inició sus actividades con la Women's Trade Union League, recaudando fondos en apoyo de los objetivos del sindicato: una semana laboral de cuarenta y ocho horas, salario mínimo y la abolición del trabajo infantil. A lo largo de la década de 1920, se volvió cada vez más influyente como lideresa en el Partido Demócrata del estado de Nueva York, mientras que su esposo utilizó sus contactos entre las mujeres demócratas para fortalecer su posición con ellas, ganando su respaldo comprometido para el futuro. En 1924, hizo campaña por el demócrata Alfred E. Smith en su exitosa candidatura a la reelección como gobernador de Nueva York contra el candidato republicano y su primo primero Theodore Roosevelt, Jr. Franklin había hablado sobre el «historial miserable» de Theodore Jr. como secretario asistente de la Armada durante el escándalo del Teapot Dome; como respuesta, Theodore Jr. dijo de él: «¡Es un rebelde! No lleva la marca de nuestra familia». Estos ataques enfurecieron a su prima, quien lo persiguió en el camino de su campaña por el estado en un automóvil equipado con un capó de papel maché con forma de tetera gigante, simulando emitir vapor, con el objetivo de recordar a los votantes las supuestas, luego refutadas, conexiones de Theodore Jr. con el escándalo; asimismo, respondía sus discursos, llamándolo «inmaduro». Años después repudiaría estos métodos y admitió que socavaban su dignidad, pero se defendió diciendo que habían sido ideados por los «tramposos sucios» del Partido Demócrata. Theodore Jr. fue derrotado por 105 000 votos y nunca la perdonó. En 1928, Eleanor estaba promoviendo la candidatura de Smith para presidente y la nominación de Franklin como candidato del Partido Demócrata a gobernador de Nueva York, sucediendo a Smith. Aunque Smith perdió la carrera presidencial, Franklin ganó y los Roosevelt se mudaron a la mansión del gobernador en Albany. Durante la gobernatura, viajó mucho por el estado, pronunciando discursos e inspeccionando las dependencias de gobierno en nombre de su esposo, a quien informaba sus hallazgos al final de cada viaje.
En 1927, se unió a sus amigas Marion Dickerman y Nancy Cook para adquirir Todhunter School for Girls, una escuela de señoritas que también ofrecía cursos de preparación universitaria en Nueva York. En la escuela, enseñó cursos de nivel superior en literatura e historia nacionales, enfatizando en el pensamiento independiente, los acontecimientos del momento y el compromiso social. Impartía las clases tres días a la semana mientras su esposo se desempeñaba como gobernador, pero se vio forzada a abandonar la enseñanza después de elección de Franklin como presidente.
También en 1927, estableció Val-Kill Industries con Cook, Dickerman y Caroline O'Day, tres amigas que conoció en sus actividades en la División de Mujeres del Partido Demócrata del estado de Nueva York. El proyecto se ubicaba a orillas de un arroyo que fluía por la finca de la familia Roosevelt en Hyde Park. Roosevelt y sus socios comerciales financiaron la construcción de una pequeña fábrica para proporcionar ingresos suplementarios a familias agrícolas locales que elaborarían muebles, peltre y telas caseras utilizando métodos artesanales tradicionales. Aprovechando la popularidad del renacimiento colonial, la mayoría de los productos Val-Kill se modelaron en patrones del siglo XVIII. Promovió su marca en entrevistas y apariciones públicas. Val-Kill Industries nunca fueron parte de los planes de subsistencia como ella y sus amigas imaginaron, pero allanó el camino para iniciativas más grandes de New Deal durante la administración presidencial de Franklin. La mala salud de Cook y las presiones de la Gran Depresión obligaron a las mujeres a disolver la sociedad en 1938, momento en que Roosevelt convirtió los edificios comerciales en una cabaña, que finalmente fue su residencia permanente después de que su esposo muriera en 1945. Otto Berge adquirió los materiales de la fábrica y los derechos del nombre Val-Kill para continuar produciendo muebles de estilo colonial hasta que su jubilación en 1975. En 1977, la cabaña de Val-Kill y sus propiedades circundantes de 181 acres (0.73 km²) fueron designadas por un ley del Congreso como el sitio histórico nacional Eleanor Roosevelt, «para conmemorar por la educación, la inspiración y el beneficio de las generaciones presentes y futuras de la vida y el trabajo de una mujer sobresaliente en la historia estadounidense».

## Primera dama de los Estados Unidos
El 4 de marzo de 1933, su esposo fue investido presidente de los Estados Unidos, iniciando su etapa en el cargo protocolario de primera dama. Conociendo a las anteriores primeras damas del siglo XX, estaba muy deprimida por tener que asumir el rol, que tradicionalmente se limitaba a actividades domésticas y de recepción de invitados. Su predecesora inmediata, Lou Henry Hoover, había terminado su activismo feminista con la llegada de su esposo a la presidencia, declarando su intención de ser solo un «telón de fondo para Bertie». La angustia de Eleanor ante estos precedentes fue tan grave que su amiga Hickok subtituló su biografía sobre ella «La primera dama renuente» (Reluctant First Lady).

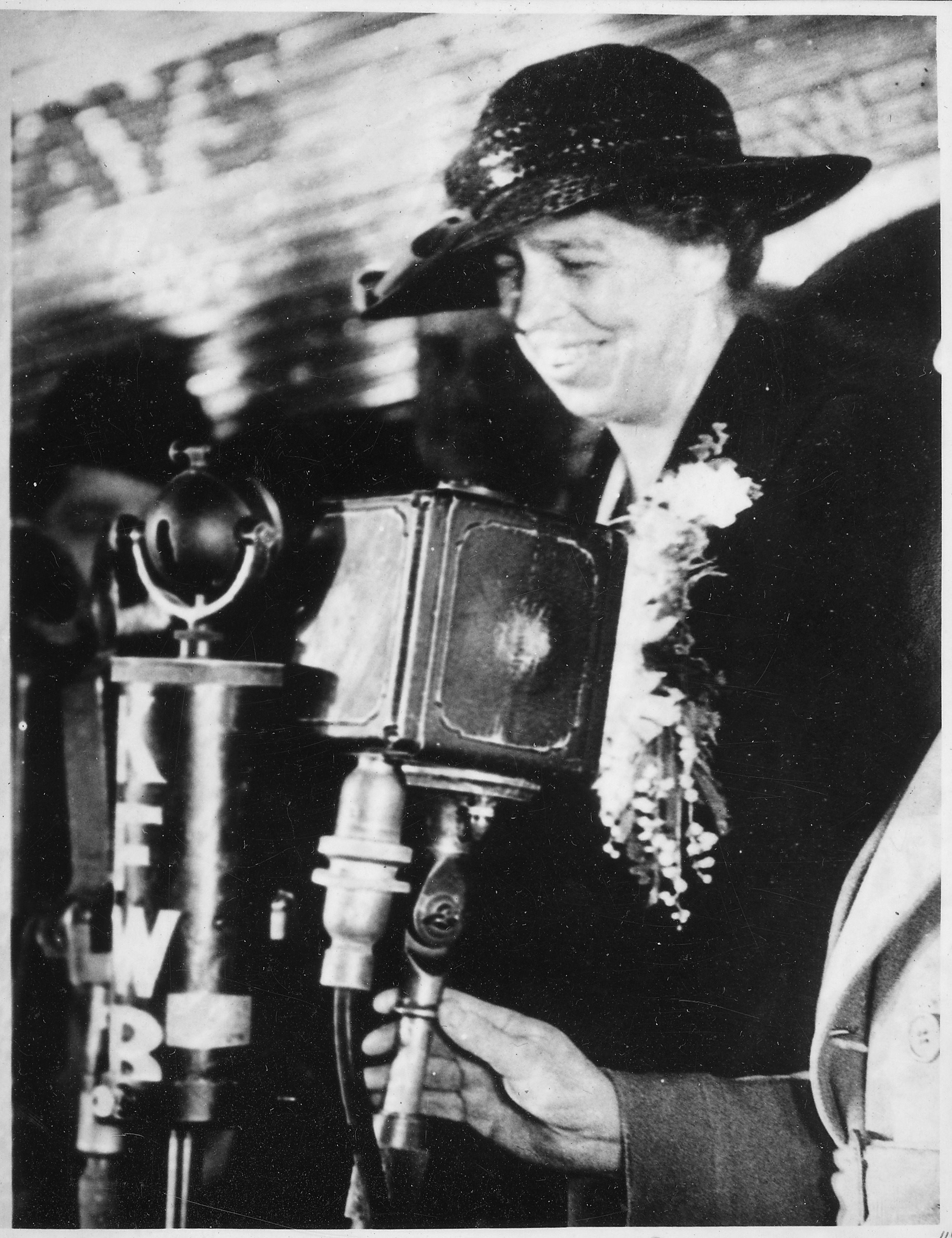
Fotografiada en Los Ángeles, California, en junio de 1933.

Con el apoyo de Howe y Hickok, se propuso redefinir el rol. Según Blanche Wiesen Cook, se convirtió en el proceso en «la primera dama más controvertida en la historia de los Estados Unidos» A pesar de las críticas, con el fuerte respaldo de su esposo continuó activa en su agenda de negocios y oratoria que había comenzado antes de asumir el rol de primera dama, en una época en la que pocas mujeres casadas tenían sus propias carreras. Fue la primera esposa presidencial en celebrar conferencias de prensa regulares y, en 1940, la primera en hablar en una convención nacional del partido. También escribió una columna diaria periodística muy difundida, «My day»; asimismo, fue la primera en escribir una columna mensual en una revista y en presentar un programa de radio semanal.
En el primer año de la administración de su esposo, estaba decidida a igualar su salario presidencial, ganando $75 000 de sus conferencias y escritos, aunque gran parte de estos fondos los dio a la caridad. Para 1941, recibía $1000 en honorarios de conferencias y fue nombrada miembro honorario de Phi Beta Kappa en uno de sus discursos para celebrar sus logros.
Tuvo un pesado itinerario de viaje en sus doce años en la Casa Blanca, con frecuencia haciendo apariciones personales en reuniones laborales para asegurar a los trabajadores de la era de la Depresión que el Gobierno federal era consciente de su difícil situación. En una famosa caricatura de la época de la revista The New Yorker (3 de junio de 1933), satirizando una visita que había hecho a una mina de carbón, un asombrado minero, observando por un túnel oscuro, le decía a un compañero de trabajo: «¡Aquí viene la señora Roosevelt!». A principios de 1933, el Bonus Army, un grupo de protesta de veteranos de la Primera Guerra Mundial, marchó a la capital por segunda vez en dos años, pidiendo que se otorguen sus certificados de bonificación veteranos con anticipación. El año anterior, el presidente Hoover ordenó su dispersión y la caballería del ejército de los Estados Unidos cargó y bombardeó a los veteranos con gases lacrimógenos. Esta vez, Eleanor visitó a los veteranos en su campamento fangoso, escuchó sus preocupaciones y cantó canciones del ejército con ellos. La reunión calmó la tensión entre los veteranos y la administración; uno de los manifestantes luego comentó: «Hoover envió al ejército. Roosevelt envió a su esposa».
En 1937 comenzó a escribir su autobiografía, cuyos volúmenes fueron compilados como The autobiography of Eleanor Roosevelt en 1961 por la editorial Harper and Brothers.

### American Youth Congress y National Youth Administration
El American Youth Congress (AYC; «Congreso de la Juventud Estadounidense») se formó en 1935 para defender los derechos de los jóvenes en la política nacional; asimismo, era responsable de presentar una Declaración de Derechos de la Juventud Estadounidense (American Youth Bill of Rights) al Congreso federal. Su relación con el AYC finalmente condujo a la formación de la National Youth Administration (NYA; «Administración Nacional de la Juventud»), una agencia del New Deal fundada en 1935, que se centró en proporcionar trabajo y educación para los estadounidenses entre las edades de 16 y 25 años; la NYA era dirigida por Aubrey Willis Williams, un político liberal de Alabama muy cercano a ella y Harry Hopkins. Comentando sobre la NYA en la década de 1930, Roosevelt expresó su preocupación por el envejecimiento de la población: «Vivo con verdadero horror cuando creo que podemos estar perdiendo esta generación. Tenemos que llevar a estos jóvenes a la vida activa en la comunidad y hacer que ellos sientan que son necesarios». En 1939, el Comité Dies señaló a varios líderes del AYC de pertenecer a la Liga Juvenil Comunista. Roosevelt asistió a las audiencias y luego invitó a los testigos citados a abordar el tema en la Casa Blanca durante su estadía en la capital. El 10 de febrero de 1940, los miembros del AYC asistieron a un pícnic organizado por la primera dama en el jardín de rosas de la Casa Blanca, donde el presidente dio un discurso a ellos desde el pórtico sur. El presidente los exhortó a condenar no solo al régimen nazi sino a todas las dictaduras; según los informes, el grupo lo abucheó. Posteriormente, muchos de los mismos jóvenes protestaron en la Casa Blanca como representantes de la American Peace Mobilization. Más tarde, en 1940, a pesar de explicar sus razones en la publicación «Por qué sigo creyendo en el Congreso de la Juventud» (Why I still believe in the Youth Congress), el AYC se disolvió y el NYA fue descontinuado en 1943.

### Arthurdale

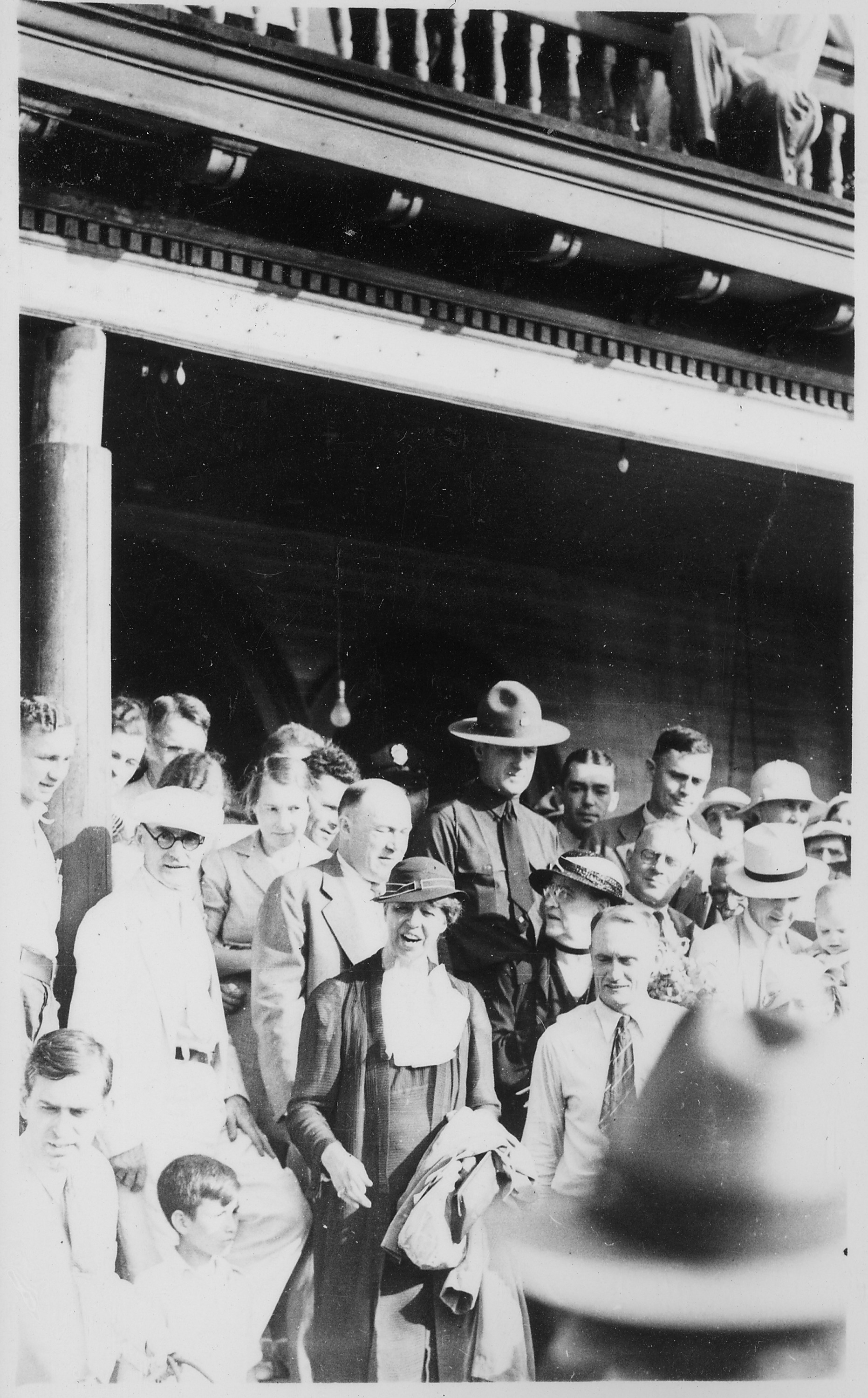
Roosevelt visitando su proyecto de Arthurdale en 1933.

Su principal proyecto durante los dos primeros períodos presidenciales de su esposo fue el establecimiento de una comunidad planificada en Arthurdale (Virginia Occidental). El 18 de agosto de 1933, con ayuda de Hickok, visitó a familias de los mineros sin hogar en Morgantown, que habían sido incluidas en una lista negra por sus actividades sindicales. Profundamente afectada por la visita, propuso una comunidad de reasentamiento para los mineros en Arthurdale, donde podrían ganarse la vida con agricultura de subsistencia, artesanía y una planta de manufactura local. Esperaba que el proyecto pudiera convertirse en un modelo para «un nuevo tipo de comunidad» en los Estados Unidos, en el que los trabajadores estarían mejor atendidos. Su esposo apoyó con entusiasmo el proyecto.
Después de un experimento inicial y desastroso con viviendas prefabricadas, la construcción reinició en 1934 según sus especificaciones, esta vez con «todas las comodidades modernas», como tuberías interiores y centrales térmicas de vapor. Las familias ocuparon las primeras 50 casas en junio y acordaron pagar al Gobierno federal en un plazo de 30 años. Aunque soñaba una comunidad racialmente mixta, los mineros insistieron en limitar la membresía a cristianos blancos. Después de perder un voto comunitario, recomendó la creación de otras comunidades para mineros afroestadounidenses y judíos excluidos. La experiencia la motivó a ser mucho más abierta sobre el tema de la discriminación racial.
Siguió recaudando muchos fondos para la comunidad durante varios años, además de gastar la mayor parte de sus propios ingresos en el proyecto. Sin embargo, la iniciativa fue criticada tanto por la izquierda como por la derecha política. Los conservadores la condenaron como socialista y un «complot comunista», mientras que los miembros demócratas del Congreso se opusieron a la competencia del Gobierno federal con la empresa privada. El secretario del Interior Harold L. Ickes también se opuso al proyecto, citando su alto costo por familia. Arthurdale poco a poco fue desplazado como una prioridad de gasto del Gobierno federal hasta 1941, cuando se vendió la última de sus participaciones en la comunidad con pérdidas.
Comentaristas posteriores describieron el experimento de Arthurdale como un fracaso. La propia impulsora se desanimó en una visita en 1940, en la que sintió que la comunidad se había vuelto excesivamente dependiente de la asistencia externa. No obstante, los residentes consideraron el proyecto una «utopía», en comparación con sus circunstancias anteriores, y muchos volvieron a la autosuficiencia económica. Roosevelt consideró personalmente el proyecto un éxito y habló de las mejoras que vio en la vida de las personas allí: «No sé si piensan que vale medio millón de dólares, pero yo sí».

### Activismo de los derechos civiles

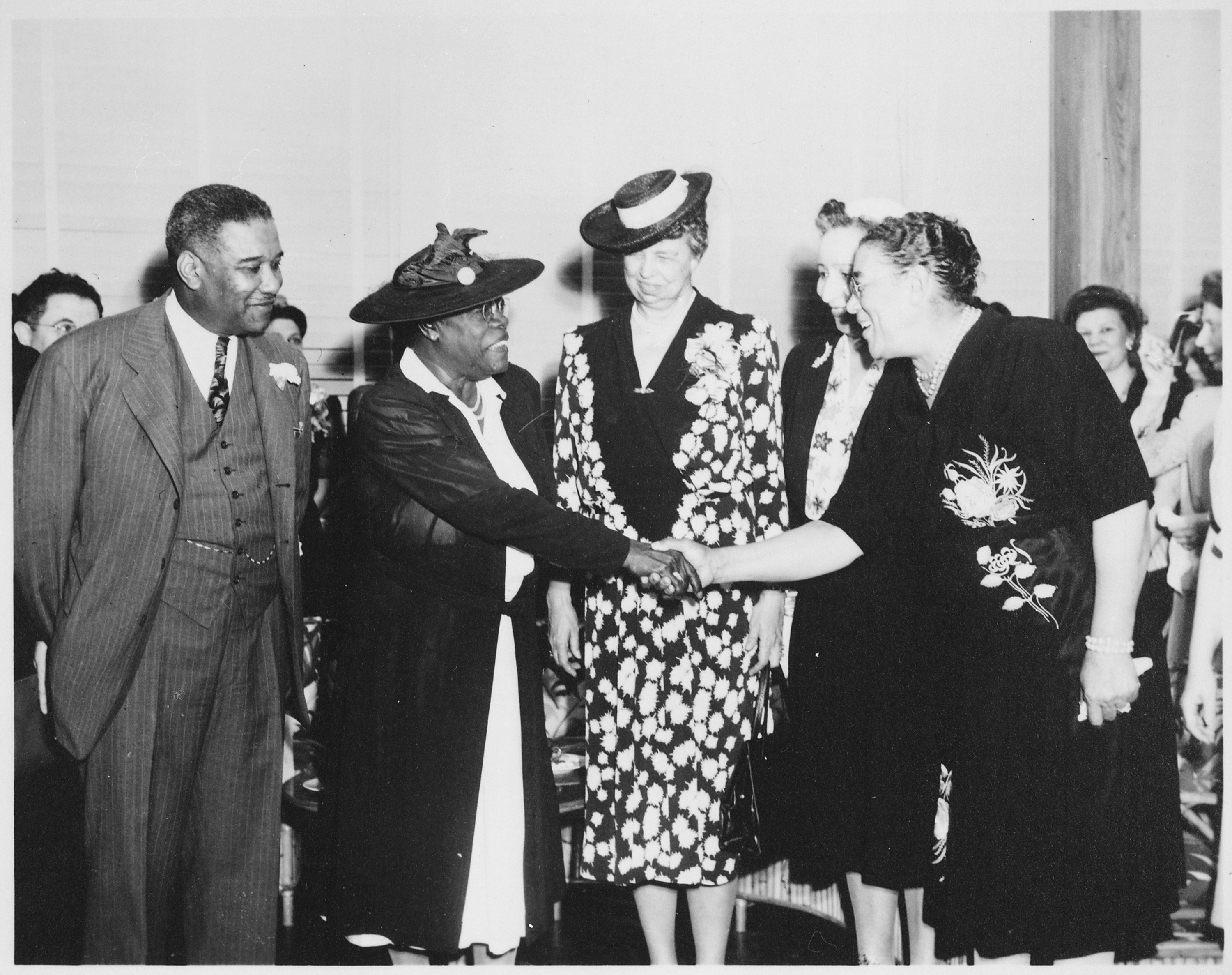
Roosevelt y Mary McLeod Bethune en 1943.

Durante la presidencia de su esposo, se volvió una conexión importante con la población afroestadounidense en la era de la segregación. A pesar del deseo de Franklin de aplacar el sentimiento sureño, Eleanor expresó su apoyo al movimiento por los derechos civiles. Después de su experiencia con Arthurdale y sus inspecciones de los programas del New Deal en los estados del sur, llegó a la conclusión de que las iniciativas federales discriminaban a los afroestadounidenses, que recibían una parte desproporcionadamente pequeña del dinero de ayuda. Por ello, se convirtió en una de las únicas voces en la administración Roosevelt que insistía en que los beneficios se extendieran igualmente a todos los estadounidenses de todas las razas.
También rompió con la tradición al invitar a cientos de invitados afroestadounidenses a la Casa Blanca. En 1936, supo de las condiciones en la National Training School for Girls, una escuela de señoritas predominantemente afrodescendiente que se ubicaba en el vecindario de Palisades de Washington D. C. Visitó la escuela, escribió sobre ella en su columna «My day», presionó para obtener fondos adicionales e insistió por cambios en el personal y el plan de estudios. Su invitación en la Casa Blanca a las estudiantes se convirtió en un problema en la campaña de reelección de su esposo de 1936. En 1939, cuando las Hijas de la Revolución estadounidense negaron a la participación de la contralto afroestadounidense Marian Anderson en un concierto del salón de eventos capitalino Constitution Hall, Roosevelt renunció al grupo como protesta y ayudó a organizar otra función en los escalones del Monumento a Lincoln. Luego presentó a Anderson ante los monarcas del Reino Unido, después de una actuación de la contralto en una cena en la Casa Blanca. También organizó el nombramiento de la educadora afroestadounidense Mary McLeod Bethune, con quien había entablado una amistad, como directora de la Division of Negro Affairs de la NYA. Para evitar problemas con el personal cuando Bethune visitase la Casa Blanca, la primera dama la encontraría en la puerta, la abrazaría y entrarían tomadas de brazos.

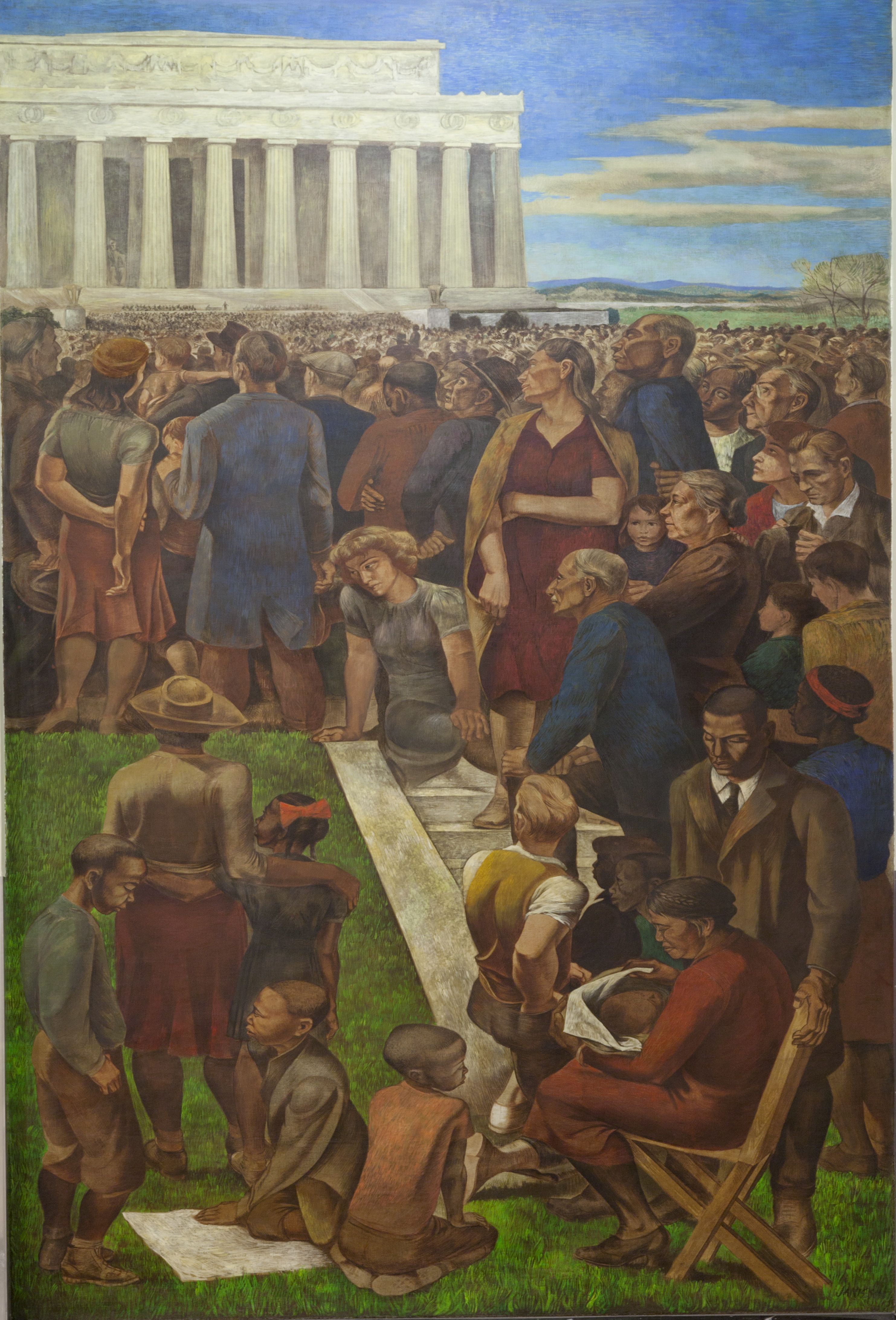
An incident in contemporary American life (1943) por Mitchell Jamieson. El mural ilustra el concierto que dio Marian Anderson con la ayuda de la primera dama en los escalones del Monumento a Lincoln en 1939.

Se involucró en ser «los ojos y los oídos» del New Deal. Tenía una visión a futuro y estaba comprometida con la reforma social. Uno de esos programas ayudó a mujeres trabajadoras a recibir mejores salarios. El New Deal también colocó a las mujeres en menos trabajos de fábrica y más de cuello blanco. Las mujeres no tenían que trabajar en las fábricas haciendo suministros de guerra, porque sus esposos regresaban a casa para hacerse cargo de los largos días y noches en que ellas habían estado trabajando para contribuir a los esfuerzos de guerra. Roosevelt aportó un activismo y aptitud sin precedentes al rol de la primera dama.
En contraste con su apoyo habitual a los derechos de los afrodescendientes, el «pueblo gris» (sundown town) de Eleanor (Virginia Occidental) recibió su nombre en 1934 cuando la pareja presidencial visitó el condado de Putnam y lo establecieron como un sitio experimental para familias. Se estableció como un proyecto New Deal; era un «pueblo gris» solo para blancos, al igual que otros asentamientos fundados por el presidente Roosevelt por todo el país —como Greenbelt, Greenhills, Greendale, Hanford o Norris—.
Presionó tras bambalinas para hacer del linchamiento un delito federal en el proyecto de ley Costigan-Wagner de 1934, así como organizar una reunión entre su esposo y el presidente de la NAACP Walter Francis White. Sin embargo, temiendo que su agenda legislativa perdería votos de las delegaciones del Congreso en los estados sureños, Franklin se negó a apoyar públicamente el proyecto de ley, que al final no fue aprobado en el Senado. En 1942, Eleanor trabajó con la activista Pauli Murray para convencer a Franklin de que apelara en nombre del aparcero Odell Waller, sentenciado a muerte por matar a un granjero blanco durante una riña; aunque el presidente envió una carta al gobernador de Virginia Colgate Darden, instándole a conmutar la condena a cadena perpetua, Waller fue ejecutado en la silla eléctrica según lo programado.
Su apoyo a los derechos de los afroestadounidenses la convirtió en una figura impopular entre los blancos en el sur. Se difundieron rumores sobre «Eleanor Clubs», formados por sirvientes para oponerse a sus empleadores, y «Eleanor Tuesday», en los que hombres afrodescendientes derribaban a mujeres blancas en la calle, aunque nunca se ha encontrado evidencia de ninguna de estas prácticas. Cuando estallaron disturbios raciales en Detroit en junio de 1943, críticos tanto del norte como del sur escribieron que la primera dama tenía la culpa. Al mismo tiempo, se hizo tan conocida entre los afroestadounidenses, anteriormente una bloque sólido de votos republicanos, que se convirtieron en una base de apoyo para los demócratas.
Después del ataque japonés a Pearl Harbor el 7 de diciembre de 1941, reprobó los prejuicios contra los japoneses estadounidenses, advirtiendo sobre la «gran histeria contra los grupos minoritarios». También se opuso en privado a la Orden Ejecutiva 9066 de su esposo, que requería que los japoneses estadounidenses, en muchas áreas del territorio nacional, ingresaran a campos de internamiento. Fue tan criticada por la defensa de los ciudadanos de origen japonés que un editorial de Los Angeles Times llamaba a «forzarla a retirarla de la vida pública» por su postura sobre el tema.

### Uso de los medios

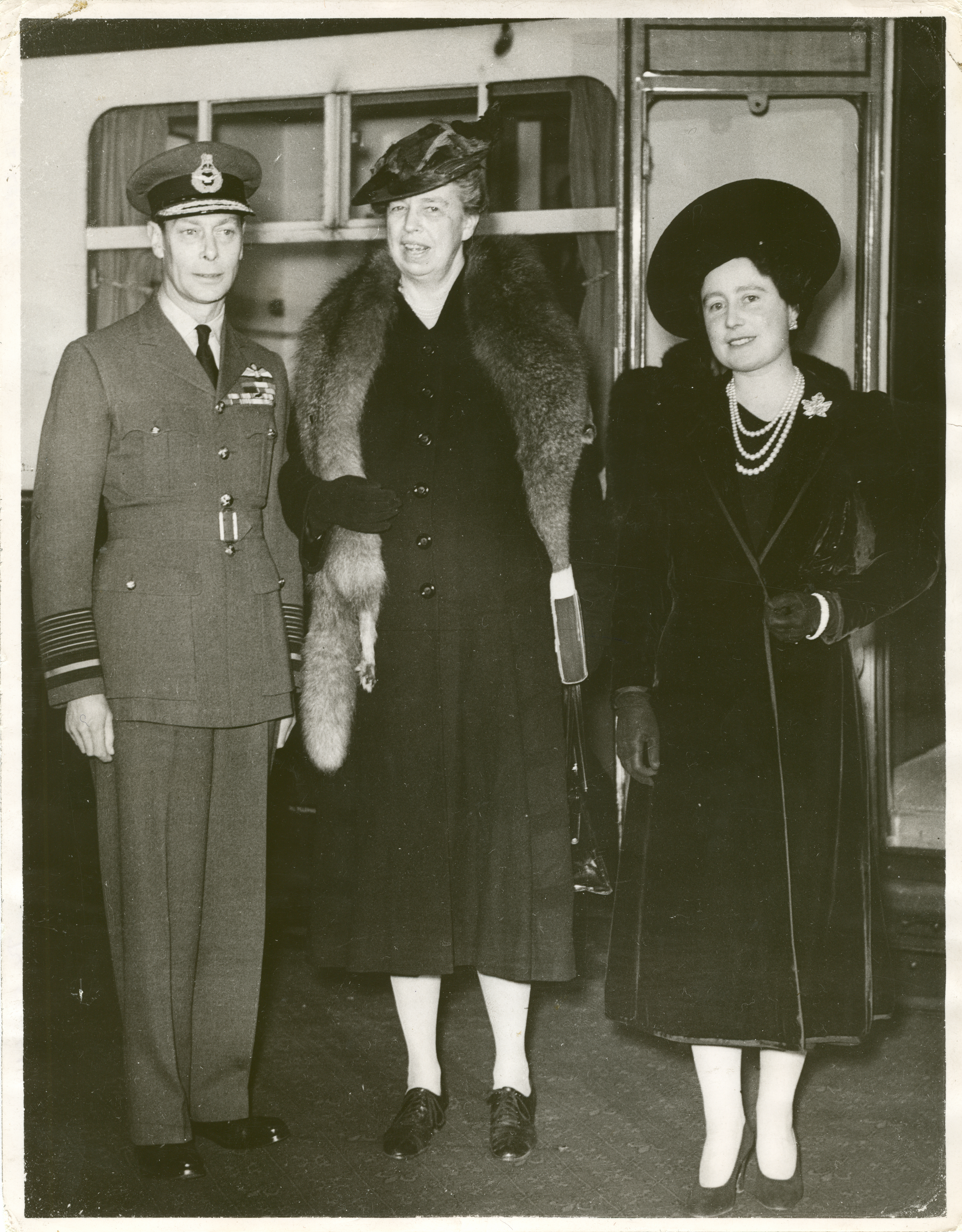
Fotografiada junto a los reyes Jorge VI e Isabel, en Londres (1942).

En su rol de primera dama, fue una persona franca y original que hizo mucho más uso de los medios que sus predecesoras; realizó 348 conferencias de prensa durante los doce años de presidencia de su esposo. Inspirada por su relación con Hickok, prohibió que los periodistas varones asistieran a las conferencias de prensa, lo que obligó a los periódicos a mantener mujeres periodistas en el personal para cubrirlas. Relajó esta regla solo una vez, a su regreso de un viaje al Pacífico de 1943. Debido a que la asociación de reporteros Club Gridiron vetó a las periodistas su banquete anual, Roosevelt organizó un evento competitivo para reporteras en la Casa Blanca, al que llamó «Viudas de Gridiron». La periodista de Nueva Orleans, Iris Kelso, la describió como su entrevistada más interesante. En los primeros días de sus conferencias de prensa exclusivamente femeninas, dijo que no abordaría «política, legislación o decisión ejecutiva», ya que se esperaba que el rol de la primera dama no fuese político en ese momento. Al principio, también estuvo de acuerdo en que evitaría discutir sus puntos de vista sobre medidas pendientes en el Congreso. Aun así, las conferencias de prensa ofrecieron una oportunidad de bienvenida a las periodistas, permitiéndoles hablar directamente con ella, acceso que no había estado disponible en administraciones anteriores.
Justo antes de que su esposo asumiera la presidencia en 1933, publicó un editorial en Women's Daily News que entró en conflicto tan marcadamente con las políticas de gasto público previstas por Franklin que tuvo que publica una réplica en el siguiente número. Al ingresar a la Casa Blanca, firmó un contrato con la revista Woman's Home Companion para una columna mensual, en la que respondía el correo que le enviaban los lectores; esta experiencia fue cancelada en 1936 cuando se acercaban las elecciones presidenciales. Continuó sus artículos en otros medios, publicando más de sesenta artículos en revistas nacionales durante su rol como primera dama. También comenzó una columna periodística muy difundida, titulada «My day», que aparecía seis días a la semana desde 1936 hasta su muerte en 1962; allí hablaba de sus actividades diarias y sus preocupaciones humanitarias. George T. Bye, su agente literario, y Hickok la animaron a escribir la columna. Desde 1941 hasta su muerte en 1962, también redactó una columna de consejos, «If you ask me», publicada por primera vez en Ladies Home Journal y luego en McCall's. Una selección de sus escritos se compiló en el libro If you ask me: essential advice de Eleanor Roosevelt en 2018. Beasley argumentó que las publicaciones de Roosevelt, que muchas veces trataban temas de mujeres e invitaban a las lectoras a opinar, representaron un intento consciente de usar el periodismo «para superar el aislamiento social» de las mujeres al hacer de la «comunicación pública un canal de dos vías».

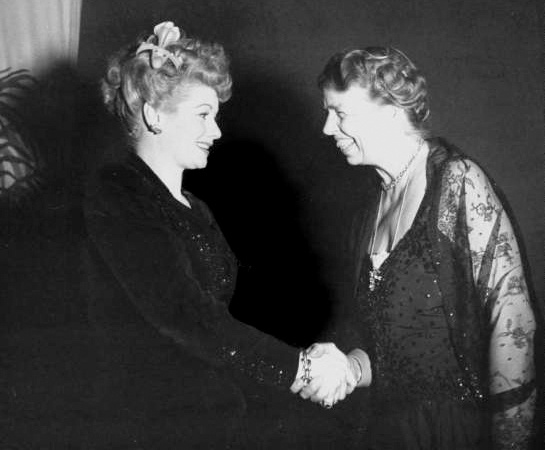
Acompañada de Lucille Ball en un recorrido por los hoteles la capital para recaudar fondos para el baile de cumpleaños del presidente para combatir la parálisis infantil, en 1944.

También hizo mucho uso de la radio. No era la primera en transmitir su mensaje por este medio; su predecesora, Lou Henry Hoover, ya lo había hecho. Sin embargo, Hoover no tenía un programa de radio regular, a diferencia de Roosevelt. Primero emitió sus propios programas de comentarios radiales a partir del 9 de julio de 1934. En ese primer programa, habló sobre el efecto de las películas en los niños, la necesidad de un censor que pudiera asegurarse de que las películas no glorificaran el crimen y la violencia y su opinión sobre el reciente juego de béisbol all-star; también leyó un comercial de los patrocinadores. Dijo que no aceptaba ningún salario por salir al aire y que donaría la cantidad ($3000) a organizaciones benéficas. En noviembre de ese año, transmitió una serie de programas sobre educación infantil por la red CBS Radio. Auspiciada por una compañía de máquinas de escribir, una vez más donó el dinero, esta vez al American Friends Service Committee, para ayudar con una escuela que operaba. En 1934 batió un récord en el número de veces que una primera dama había transmitido por la radio: había hablado como invitada y como presentadora en su propio programa un total de veintiocho veces ese año. En 1935, continuó organizando programas dirigidos a la audiencia femenina, como uno llamado It's a woman's world. Siempre donaba el dinero que ganaba a la caridad. La asociación de una compañía patrocinadora con la popular primera dama resultaba en un aumento en las ventas: cuando Selby Shoe Company auspició una serie de programas de Roosevelt, las ventas aumentaron en un 200 %. El hecho de que sus programas fuesen patrocinados creó controversia, ya que los enemigos políticos de su esposo expresaron escepticismo acerca de si ella realmente daba su salario a la caridad; la acusaron de «especulación». A pesar de esto, sus programas de radio demostraron ser tan populares entre los oyentes que las críticas tuvieron poco efecto. Continuó empleando este medio a lo largo de la década de 1930, alternando entre la CBS y la NBC.

### Segunda Guerra Mundial

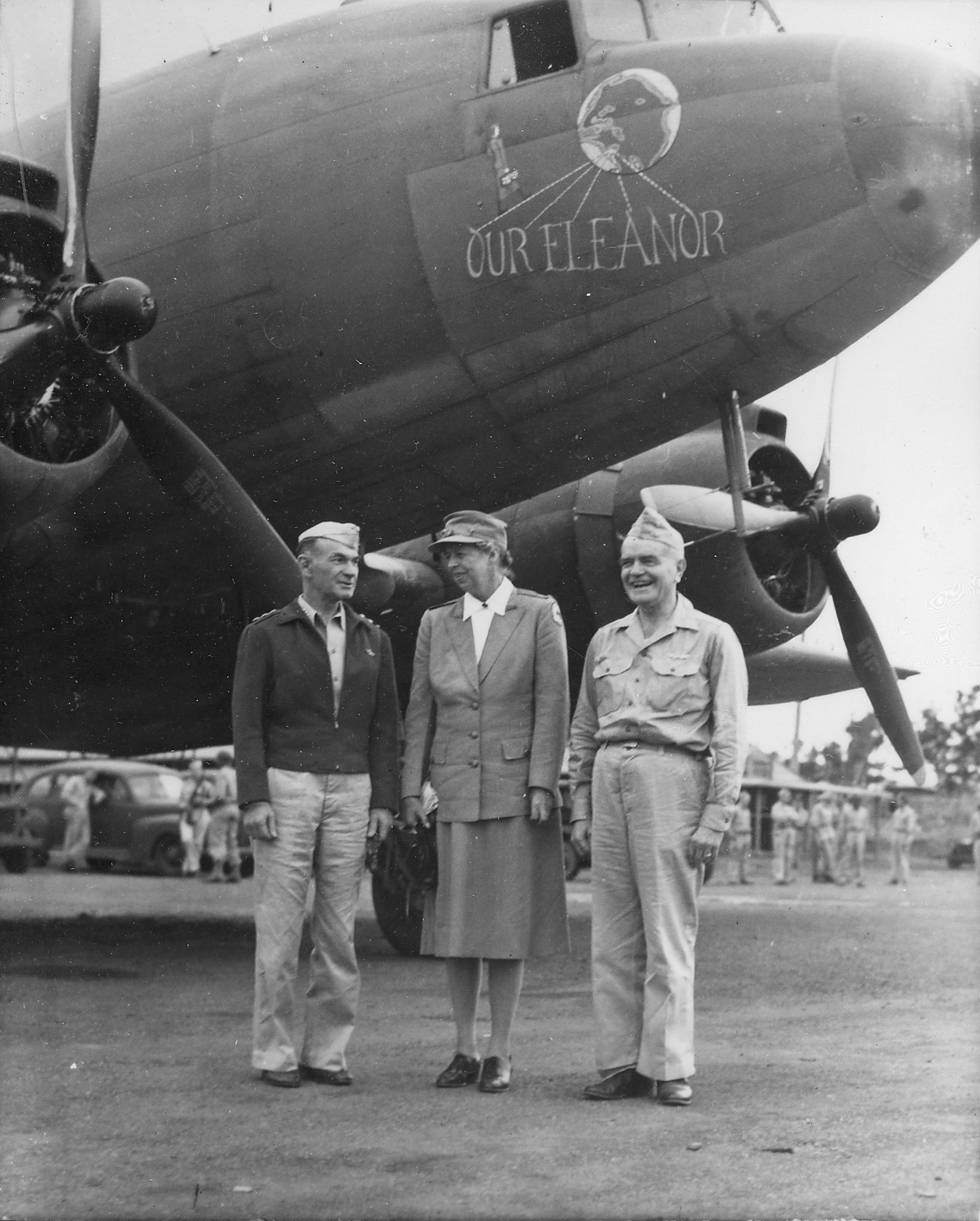
El general Millard Harmon, Roosevelt y el almirante William Halsey Jr. en el teatro del Pacífico Sur en 1943.

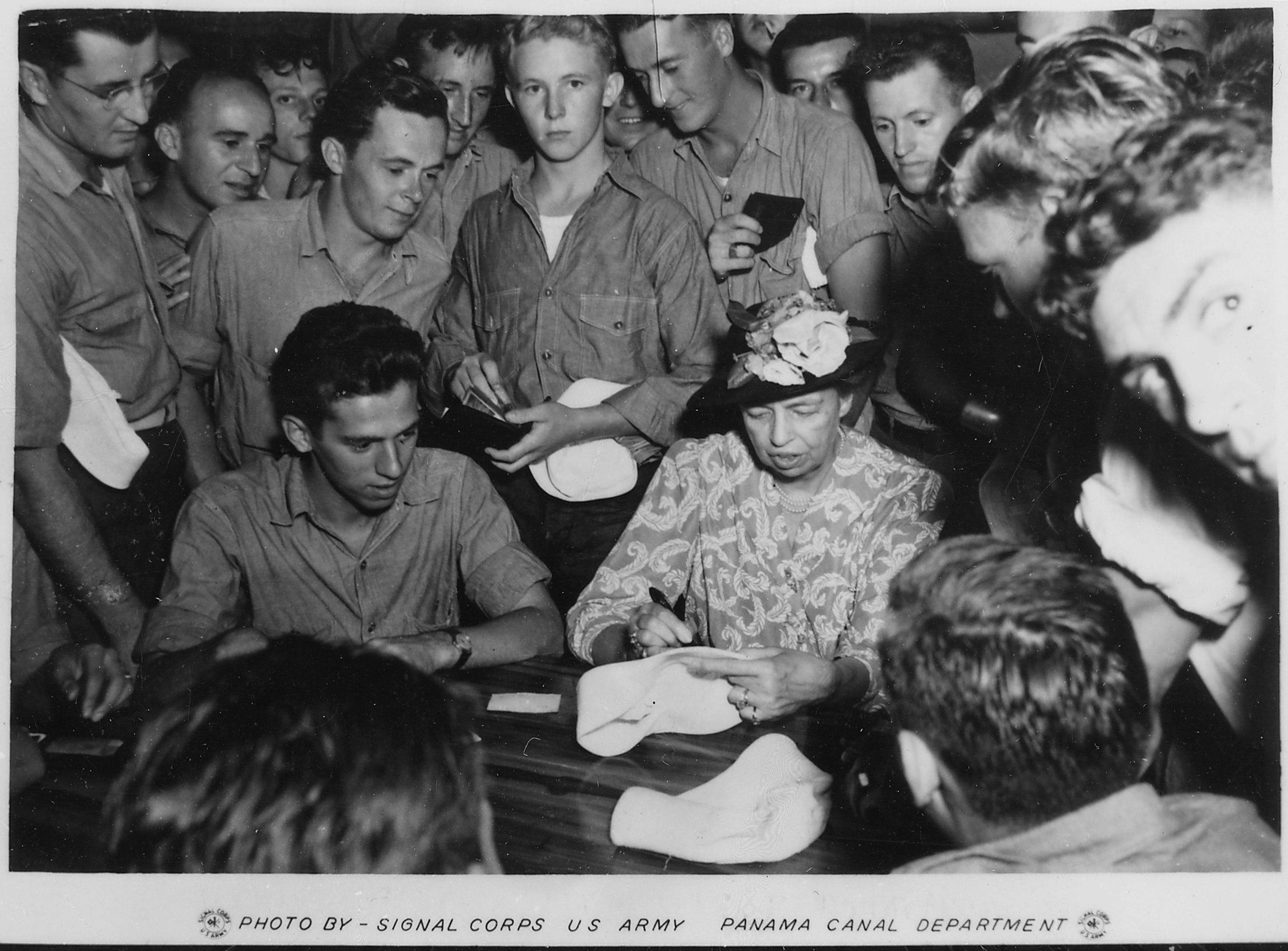
Visitando las tropas en las islas Galápagos en 1944.

El 10 de mayo de 1940, Alemania invadió Bélgica, Luxemburgo y los Países Bajos, marcando el fin de la fase relativamente libre de conflictos de la «guerra de broma» de la Segunda Guerra Mundial. A medida que Estados Unidos avanzaba hacia la guerra, Roosevelt se sintió deprimida nuevamente, temiendo que su rol en la lucha por la justicia se tornara irrelevante en una nación centrada en asuntos exteriores. Consideró brevemente viajar a Europa para trabajar con la Cruz Roja, pero fue disuadida por asesores presidenciales que señalaron posibles consecuencias si la esposa del presidente fuese capturada como prisionera de guerra. Sin embargo, pronto encontró otras causas de guerra en las que trabajar, comenzando con un movimiento popular para permitir la inmigración de niños refugiados europeos. También presionó a su esposo para que permitiera una mayor inmigración de grupos perseguidos por los nazis, como los judíos, pero el temor a los quintacolumnistas hizo que Franklin restringiera la inmigración en lugar de expandirla. Eleanor aseguró con éxito el estatus de refugiado político para ochenta y tres asilados judíos del buque de pasajeros SS Quanza en agosto de 1940, rechazado en varias ocasiones. Su hijo James posteriormente escribió que «su arrepentimiento más profundo al final de su vida» fue que no haber forzado a su padre a aceptar más refugiados del nazismo durante la guerra.
También se mantuvo activa en el frente interno. A partir de 1941, copresidió la Office of Civilian Defense (OCD) con el alcalde de Nueva York Fiorello H. La Guardia, en un esfuerzo de dar a los voluntarios civiles un mayor rol en los preparativos de guerra. Pronto se encontró en una lucha de poder con LaGuardia, quien prefería centrarse en aspectos más cercanos a la defensa, mientras ella veía soluciones a problemas sociales más amplios igualmente importantes para el esfuerzo de guerra. Aunque LaGuardia renunció al OCD en diciembre de 1941, se vio obligada a dimitir luego de la ira en la Cámara de Representantes por los altos salarios de varios miembros del OCD, como dos de sus amigos más cercanos.
También en ese año, se estrenó el cortometraje Women in defense, escrito por Roosevelt, narrado por Katharine Hepburn, dirigido por John Ford y producido por la Office of Emergency Management, que describía brevemente la forma en que las mujeres podrían ayudar a preparar al país para una posible guerra. También contaba con un segmento sobre los tipos de trajes que las mujeres usarían durante el trabajo de guerra. Al final de la película, la narradora explica que las mujeres son vitales para asegurar una vida hogareña saludable en el país y criar hijos «que siempre ha sido la primera línea de defensa».
En octubre de 1942, recorrió Inglaterra visitando a las tropas estadounidenses e inspeccionando las fuerzas británicas. Sus visitas atrajeron multitudes y recibieron una prensa casi unánimemente favorable tanto en Inglaterra como en Estados Unidos. En agosto de 1943, visitó a las fuerzas estadounidenses en el Pacífico Sur en una gira para levantar la moral, de la que el almirante William Halsey Jr. luego dijo: «Ella sola logró más bien que cualquier otra persona o cualquier grupo de civiles que haya pasado mi área». Por su parte, quedó conmocionada y profundamente deprimida al ver la matanza de la guerra. Varios republicanos del Congreso la criticaron por utilizar los escasos recursos de tiempos de guerra para su viaje, lo que llevó a su esposo a sugerirle que se tomara un descanso.
Apoyó el aumento de los roles de las mujeres y los afrodescendientes en el esfuerzo de guerra y abogó para que las mujeres recibieran empleos en las fábricas, un año antes de que se convirtiera en una práctica generalizada. En 1942, instó a las mujeres de todos los orígenes sociales a aprender oficios: «Si estuviera en edad debutante iría a una fábrica, cualquier fábrica donde pudiera aprender una habilidad y ser útil». Se enteró de la alta tasa de absentismo entre las madres trabajadoras y realizó una campaña para servicios de guardería patrocinados por el gobierno. Apoyó a los aviadores de Tuskegee en su exitoso esfuerzo de convertirse en los primeros pilotos de combate afroestadounidenses y los visitó la Escuela de Vuelo Avanzada de los Cuerpos Aéreos Tuskegee en Alabama. También voló con el instructor civil en jefe C. Alfred «Chief» Anderson, quien la llevó en un vuelo de media hora en un Piper J-3 Cub. Al aterrizar, anunció alegremente: «Bueno, puedes volar bien». La subsiguiente barullo sobre el vuelo de la primera dama tuvo tal impacto que se cita erróneamente como el inicio del Programa de Entrenamiento de Pilotos Civiles en Tuskegee, a pesar de que el ya tenía cinco meses. Roosevelt usó su posición como fideicomisaria del Fondo Julius Rosenwald para tramitar un préstamo de $175 000 para ayudar a financiar la construcción del campo de entrenamiento Moton en Tuskegee.
Después de la guerra, era un firme defensora del Plan Morgenthau para desindustrializar Alemania en la posguerra. En 1947 asistió a la Conferencia Nacional sobre el Problema Alemán en Nueva York, que había ayudado a organizar. Emitió una declaración de que «cualquier plan para resucitar el poder económico y político de Alemania» sería peligroso para la seguridad internacional.

## Vida pública después de 1945

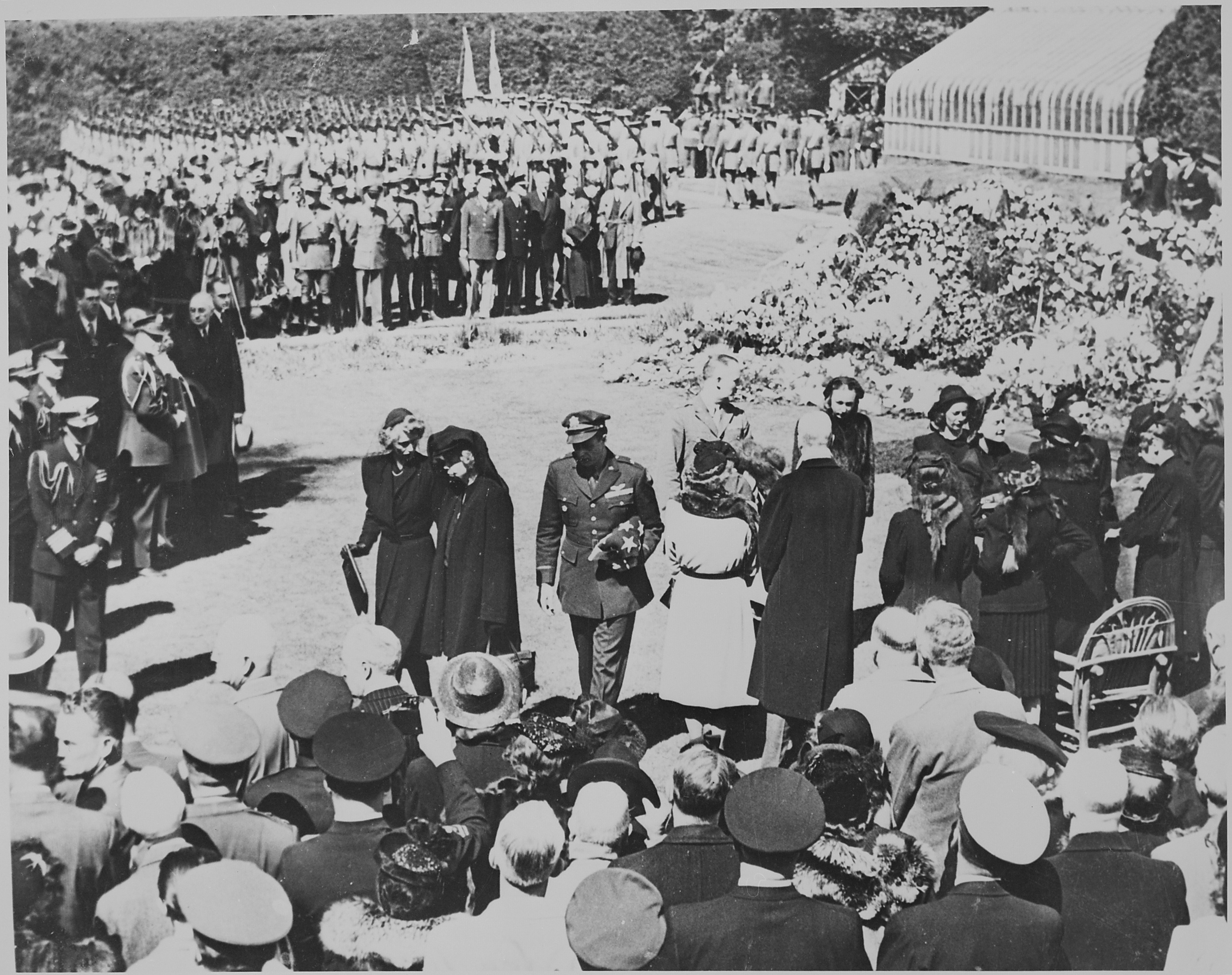
La familia Roosevelt y el presidente Harry S. Truman en el funeral de Estado de Franklin D. Roosevelt en Hyde Park (Nueva York).

Su esposo falleció el 12 de abril de 1945, después de sufrir una hemorragia cerebral en Little White House en Warm Springs (Georgia). Tiempo después, se enteró de que Lucy Mercer —amante de su esposo, ahora apellidada Rutherfurd— había estado con él en su lecho de muerte, un descubrimiento que se tornó más amargo al enterarse de que su hija Anna sabía de esa relación entre el presidente y Rutherfurd; de hecho, fue su hija quien le dijo que Franklin había muerto con Rutherfurd a su lado, que había continuado la relación durante décadas y que sus allegados y amigos habían ocultado esta información a su esposa. Después del funeral, Roosevelt regresó temporalmente a Val-Kill. Su difunto esposo le había dado instrucciones en caso de muerte; propuso entregar Hyde Park al gobierno federal como museo, por lo que ella pasó los siguientes meses catalogando la finca y organizando la transferencia. Después de la muerte de Franklin, se mudó a un apartamento en 29 Washington Square West en Greenwich Village. En 1950, alquiló suites en el hotel Park Sheraton (202 West 56th Street) y vivió allí hasta 1953, cuando se trasladó a 211 East 62nd Street. Cuando ese contrato expiró en 1958, regresó al Park Sheraton mientras esperaba que se renovara la casa que compró con Edna y David Gurewitsch en 55 East 74th Street. La Biblioteca y Museo Presidencial de Franklin D. Roosevelt se inauguró el 12 de abril de 1946, sentando un precedente para futuras bibliotecas presidenciales.

### Naciones Unidas
En diciembre de 1945, el presidente Harry S. Truman la designó delegada ante la Asamblea General de las Naciones Unidas. En febrero de 1946 hizo lectura de la «Carta abierta a las mujeres del mundo», firmada también por Minerva Bernardino, Marie-Hélène Lefaucheux y 14 delegadas en la 29.ª sesión plenaria de la Asamblea General de las Naciones Unidas en Londres. En abril, se convirtió en la primera presidenta de la recién creada Comisión de Derechos Humanos de las Naciones Unidas Fungió de presidenta cuando la comisión se estableció de manera permanente en enero de 1947.
Junto con René Cassin, John Peters Humphrey y otros, desempeñó un rol fundamental en la redacción de la Declaración Universal de los Derechos Humanos (DUDH). En un discurso en la noche del 28 de septiembre de 1948, defendió la DUDH y la calificó como «la carta magna internacional de todos los hombres en todas partes». La DUDH fue adoptada por la Asamblea General el 10 de diciembre de 1948. La votación fue unánime, con ocho abstenciones: seis países del bloque soviético, así como Sudáfrica y Arabia Saudita. Roosevelt atribuyó la abstención de los satélites soviéticos al artículo 13, que otorgaba el derecho de los ciudadanos a abandonar sus países.
También se desempeñó como la primera representante de los Estados Unidos ante la Comisión de Derechos Humanos de las Naciones Unidas. y permaneció en ese cargo hasta 1953, incluso después de renunciar a la presidencia de la comisión en 1951. La Organización de las Naciones Unidas le otorgó póstumamente uno de sus primeros Premios de Derechos Humanos en 1968 en reconocimiento a su labor.

### Otras actividades
A finales de los años 1940, los demócratas en Nueva York y en todo el país intentaron sin éxito que Roosevelt optara por un cargo político.

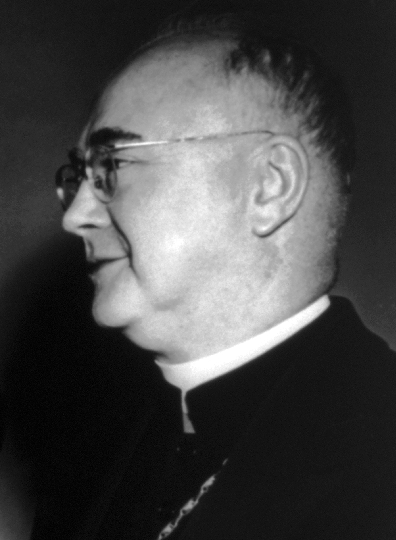
Roosevelt tuvo una polémica discusión con el cardenal Francis Spellman (en la imagen) sobre la financiación federal a las escuelas parroquiales.

Los católicos constituían un elemento importante del Partido Demócrata en Nueva York. Roosevelt apoyó a los reformadores que intentaban derribar la máquina irlandesa Tammany Hall, por lo que algunos católicos la tildaron de anticatólica. En julio de 1949, tuvo una amarga discusión pública con el cardenal Francis Spellman, arzobispo de Nueva York, que se caracterizó como «una batalla aún recordada por su vehemencia y hostilidad». En sus columnas, Roosevelt había atacado las propuestas de financiación federal de ciertas actividades no religiosas en escuelas parroquiales, como el transporte en autobús para estudiantes. Spellman citó la decisión de la Corte Suprema que avaló tales disposiciones y acusó de anticatolicismo. La mayoría de los demócratas se pusieron de lado de Roosevelt, por lo que Spellman tuvo que reunirse con ella en su casa de Hyde Park para calmar los ánimos. Sin embargo, Roosevelt se mantuvo firme que las escuelas católicas no debían recibir ayuda federal, apoyándose a los escritores laicos como Paul Blanshard. En privado, dijo que si la Iglesia católica obtenía ayuda escolar, «una vez hecho esto, controlarán las escuelas o al menos una gran parte de estas». Lash negó que fuera anticatólica y puso en evidencia su respaldo público al católico Alfred E. Smith en la campaña presidencial de 1928 y su declaración a un reportero del New York Times ese año citando a su tío, Theodore Roosevelt, quien había expresado «la esperanza de ver el día en que un católico o un judío se convierta en presidente».

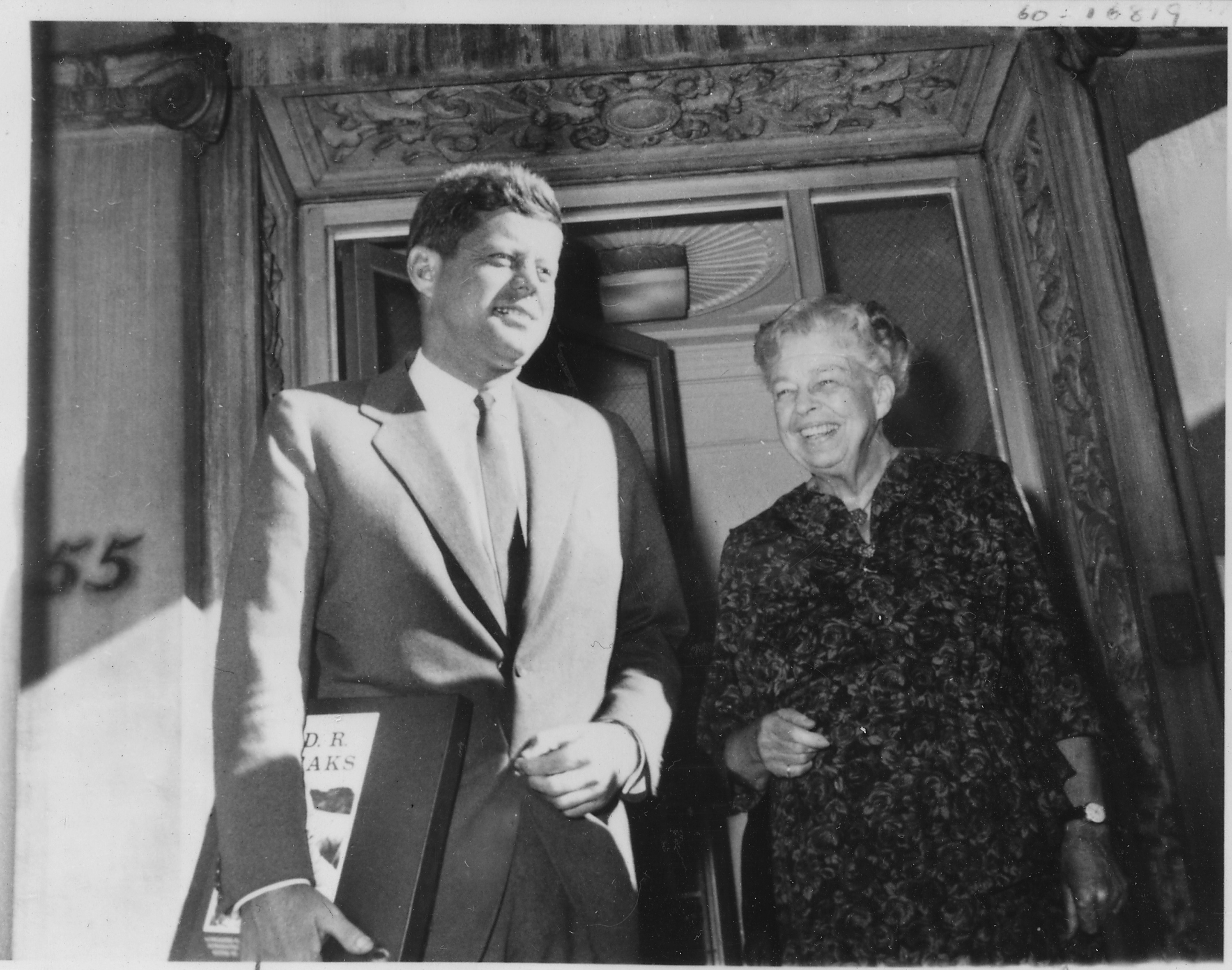
A pesar de sus reservas, apoyó la campaña de Kennedy en las elecciones de 1960.

Durante la guerra civil española a fines de la década de 1930, favoreció a los republicanos leales contra los nacionalistas (sublevados) del general Francisco Franco; después de 1945, se opuso a la normalización de las relaciones con España. Dijo a Spellman sin rodeos: «Sin embargo, no puedo decir que en los países europeos el control por parte de la Iglesia católica de grandes extensiones de tierra siempre ha llevado felicidad a la gente de esos países». Su hijo Elliott sugirió que sus «reservas hacia el catolicismo» estaban arraigadas en los escándalos sexuales de su marido con Lucy Mercer y Marguerite LeHand, ambas católicas.
En 1949, fue nombrada miembro honorario de la organización históricamente afrodescendiente Alpha Kappa Alpha.
Fue una de los primeros partidarios del Encampment for Citizenship, una organización sin fines de lucro que lleva a cabo programas residenciales de verano con seguimiento durante todo el año para jóvenes de orígenes y naciones muy diversos. Rutinariamente organizó talleres de campamento en su propiedad de Hyde Park y, cuando el programa fue atacado como «socialista» por las fuerzas macartianas a principios de los años 1950, lo defendió vehementemente.
En 1954, el líder de Tammany Hall, Carmine DeSapio, dirigió el esfuerzo para derrotar al hijo de Roosevelt, Franklin Jr., en las elecciones para fiscal general de Nueva York. Roosevelt se disgustó con la conducta política de DeSapio durante el resto de la década de 1950. Finalmente, se uniría con sus viejos amigos Herbert H. Lehman y Thomas K. Finletter para formar el Comité de Votantes Demócratas de Nueva York, un grupo dedicado a oponerse al Tammany Hall reencarnado de DeSapio. Sus esfuerzos finalmente tuvieron éxito y DeSapio tuvo que renunciar al poder en 1961.

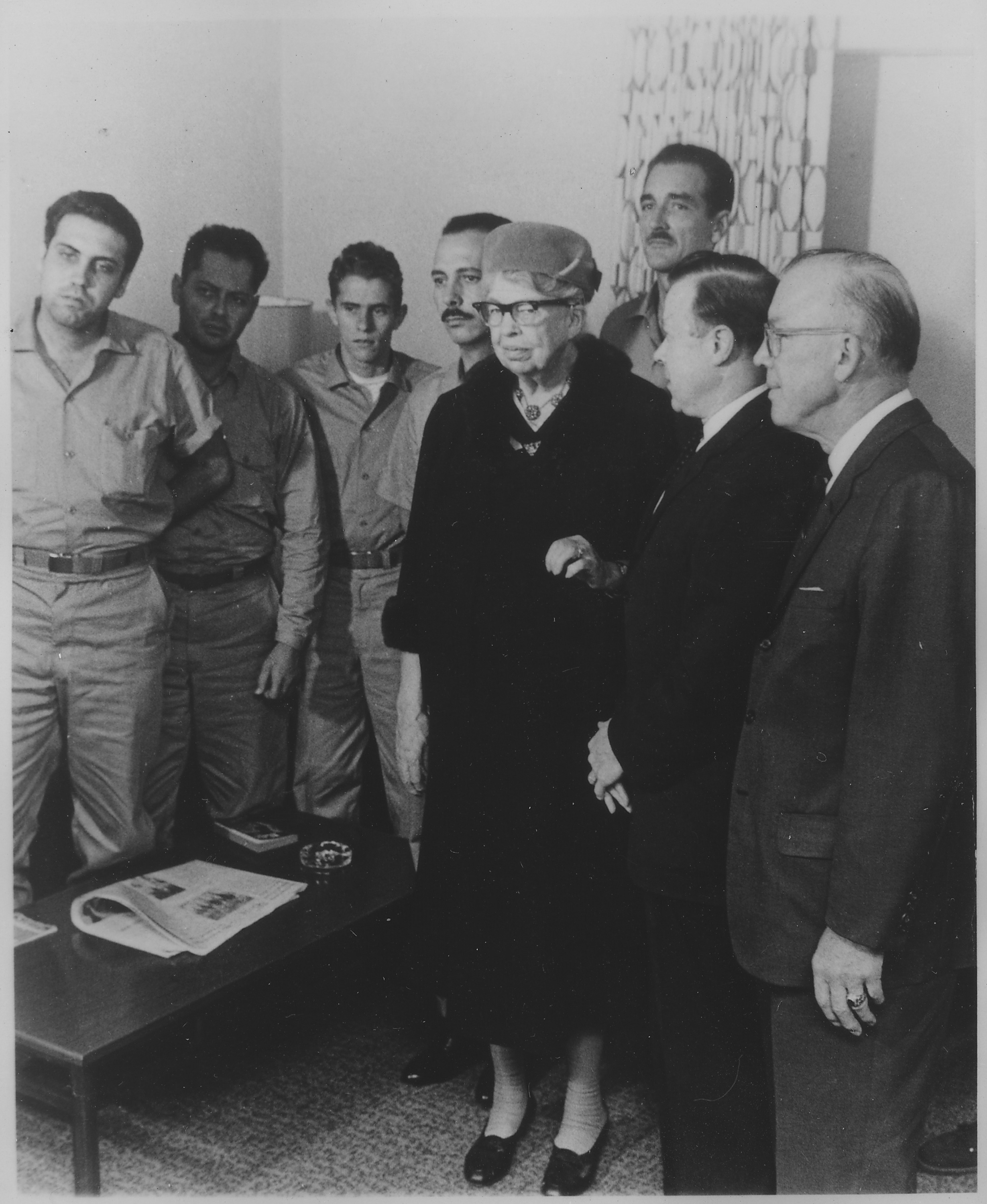
Roosevelt, Walter Reuther, Milton S. Eisenhower y la delegación cubana de intercambio de prisioneros en Washington D. C.

Se sintió decepcionada de Truman cuando este respaldó al gobernador de Nueva York Averell Harriman, un colaborador cercano de DeSapio, para la nominación presidencial demócrata de 1952. Ella apoyó a Adlai Stevenson para presidente en 1952 y 1956 e instó por su nombramiento en 1960. Renunció a su cargo en la ONU en 1953, cuando Dwight D. Eisenhower llegó a la presidencia, y dirigió la Convención Nacional Demócrata en 1952 y 1956. Aunque tenía reservas sobre John F. Kennedy por su fracaso en condenar el macartismo, lo apoyó en la candidatura presidencial contra Richard Nixon. Kennedy la volvió a nombrar para un puesto en las Naciones Unidas, donde sirvió entre 1961 y 1962, y en el Comité Asesor Nacional del Cuerpo de Paz.
En la década de 1950, su rol internacional como portavoz de las mujeres la llevó a dejar de criticar públicamente la Enmienda de Igualdad de Derechos (ERA), aunque nunca la apoyó. A principios de los años 1960, anunció que, debido al surgimiento de más sindicatos, creía que la ERA ya no era una amenaza para las mujeres, como alguna vez lo había sido, y dijo a los partidarios que podían tener la enmienda si la quisieran. En 1961, la subsecretaria de Trabajo del presidente Kennedy, Esther Peterson, propuso una nueva Comisión Presidencial sobre el Estatus de la Mujer. Kennedy nombró a Roosevelt presidenta de la comisión, con Peterson como directora. Esta fue la última posición pública de Roosevelt, ya que murió justo antes de que la comisión emitiera su informe, el cual concluyó que la igualdad femenina se lograba mejor mediante el reconocimiento de las diferencias y necesidades de género y no mediante una Enmienda de Igualdad de Derechos.
Durante los años cincuenta, se embarcó en muchos compromisos de conferencias nacionales e internacionales. Continuó escribiendo su columna de periódico e hizo apariciones en transmisiones de radio y televisión. A lo largo de la década, tenía alrededor de 150 conferencias anuales, muchas de ellas dedicadas a su activismo en nombre de las Naciones Unidas.
Recibió el primer premio anual de la Franklin Delano Roosevelt Brotherhood en 1946. Entre otros galardones que recibió en vida después de la guerra están el Premio al Mérito de la Federación de Clubes Femeninos de la Ciudad de Nueva York en 1948, el Premio Cuatro Libertades en 1950, el Premio de la Fundación Irving Geist en 1950 y la Medalla del Príncipe Carlos (Suecia) en 1950. Era la mujer viva más admirada del país, según la encuesta de Gallup sobre el hombre y la mujer más admirados entre los estadounidenses en 1948, 1949, 1950, 1952, 1953, 1954, 1955, 1956, 1957, 1958, 1959, 1960 y 1961.
Después de la invasión de bahía de Cochinos en 1961, Kennedy pidió a Roosevelt, Milton S. Eisenhower —hermano de Dwight D. Eisenhower— y el líder sindical Walter Reuther que intentaran en privado recaudar el dinero necesario para hacer un intercambio por los prisioneros con Fidel Castro. El plan fracasó luego de fuertes críticas a Kennedy por estar dispuesto a ceder maquinaria agrícola a cambio de los capturados.

## Muerte

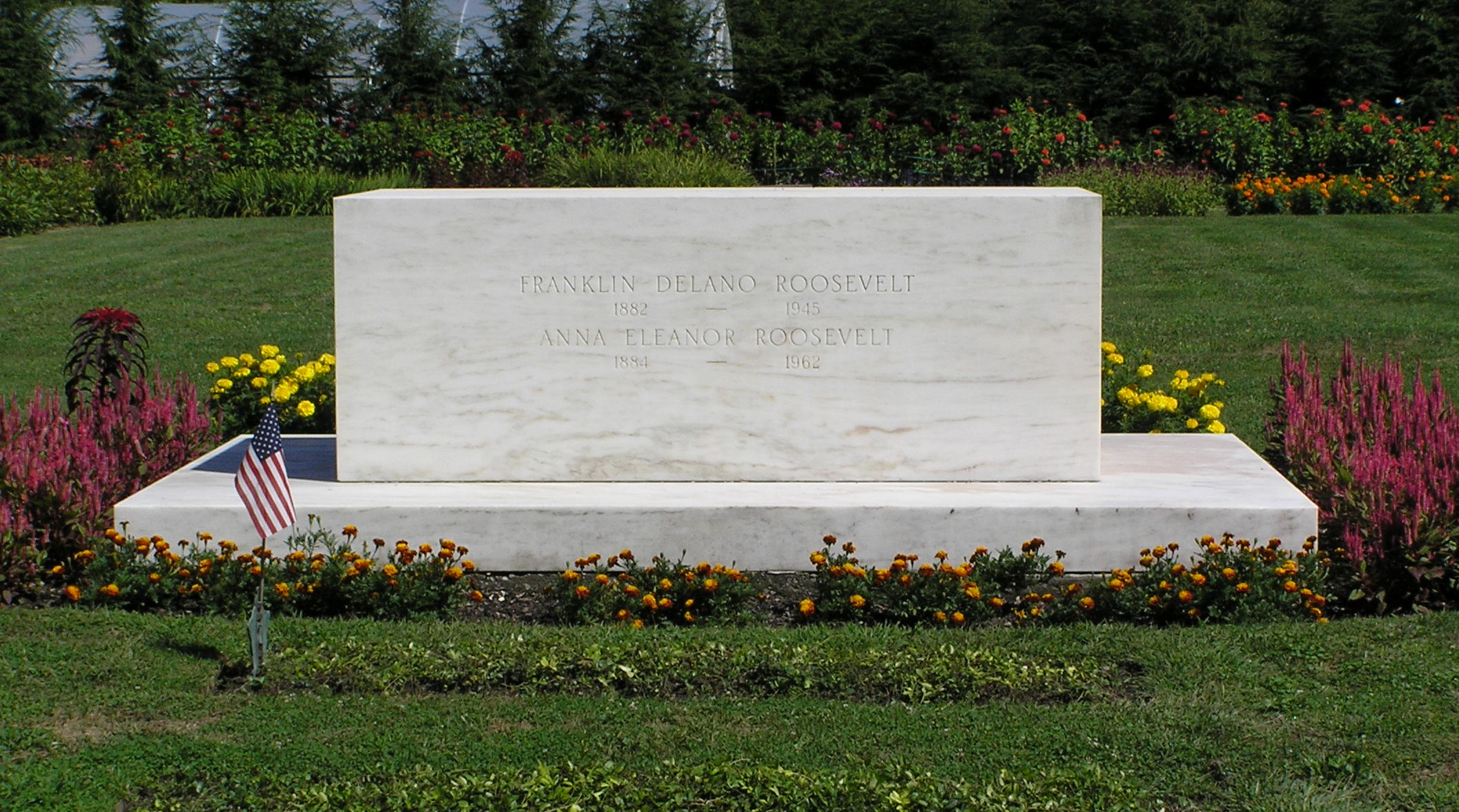
Tumba de Franklin y Eleanor Roosevelt en la Biblioteca y Museo Presidencial de Franklin D. Roosevelt en Hyde Park.

En abril de 1960, fue diagnosticada con anemia aplásica poco después de ser atropellada por un automóvil en Nueva York. En 1962 le administraron esteroides, lo que activó la tuberculosis latente en su médula ósea. El 7 de noviembre de ese año, murió a la edad de 78 años, por insuficiencia cardíaca derivada del tratamiento con esteroides, en su casa de Manhattan en el 55 East 74th Street en el Lado Este superior. Su hija Anna se había hecho cargo de ella cuando en la fase terminal de la enfermedad. El presidente Kennedy ordenó que todas las banderas de los Estados Unidos izaran a media asta en todo el mundo el 8 de noviembre en memoria de Roosevelt.
Kennedy, el vicepresidente Lyndon B. Johnson y los expresidentes Truman y Eisenhower la honraron en los servicios funerarios en Hyde Park el 10 de noviembre, donde fue enterrada junto a su esposo en la rosaleda de «Springwood», la casa familiar de los Roosevelt. En los servicios, Adlai Stevenson dijo: «¿Qué otro ser humano ha tocado y transformado la existencia de tantos? [...] Prefería encender una vela que maldecir la oscuridad y su resplandor ha calentado al mundo».
Después de su muerte, su familia entregó la casa de vacaciones familiar en la isla de Campobello a los Gobiernos estadounidense y canadiense; en 1964 crearon el parque internacional Roosevelt Campobello de 2800 acres (11 km²).

## Reconocimiento póstumo

### Honores y premios

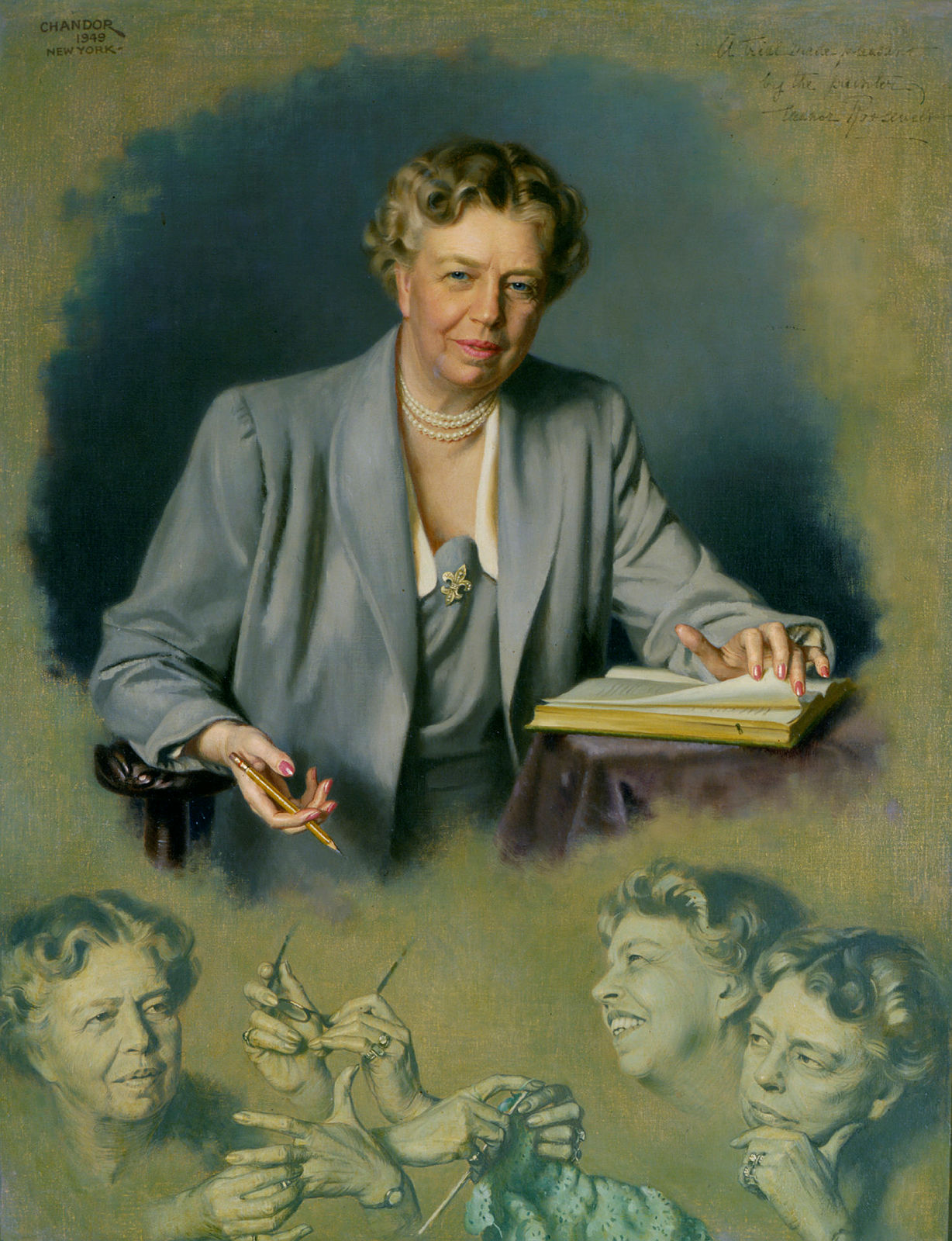
Retratada por Douglas Chandor, en 1949. El cuadro fue adquirido por la Casa Blanca en 1966.

En 1966, la White House Historical Association compró el retrato de Eleanor Roosevelt por Douglas Chandor; la pintura había sido encargada por la familia Roosevelt en 1949 y fue presentada en una recepción dirigida por la primera dama Lady Bird Johnson en la Casa Blanca el 4 de febrero de 1966, a la que asistieron más de doscientos cincuenta invitados. El retrato se encuentra en la sala Vermeil.
En 1973, fue incluida en el Salón Nacional de la Fama de Mujeres. En 1989, se fundó el Premio del Fondo Eleanor Roosevelt, que «honra a un individuo, proyecto, organización o institución por sus contribuciones sobresalientes a la igualdad y la educación para mujeres y niñas».
El Monumento a Eleanor Roosevelt en el parque Riverside de Nueva York fue dedicado en 1996, con la primera dama Hillary Clinton como oradora principal. Era el primer monumento a una mujer estadounidense en un parque de la ciudad de Nueva York. La pieza central es una estatua de Roosevelt esculpida por Penelope Jencks. El pavimento de granito que lo rodea contiene inscripciones diseñadas por el arquitecto Michael Middleton Dwyer, como resúmenes de sus logros y una cita de su discurso de 1958 en las Naciones Unidas en defensa de los derechos humanos universales. Al año siguiente, se inauguró el Memorial a Franklin Delano Roosevelt en Washington D. C., que incluye una estatua de bronce de Eleanor Roosevelt de pie frente al emblema de las Naciones Unidas, que honra su dedicación a la ONU. Es el único monumento presidencial que representa a una primera dama.
En 1998, el presidente Bill Clinton estableció el Premio Eleanor Roosevelt de Derechos Humanos para honrar a destacados promotores estadounidenses de derechos en los Estados Unidos. El premio se otorgó por primera vez en el 50.º aniversario de la DUDH, honrando el rol de Eleanor Roosevelt como la «fuerza impulsora» en el desarrollo de la DUDH de la ONU. El premio fue presentado desde 1998 hasta 2001. En 2010, la entonces Secretaria de Estado Hillary Clinton revivió el Premio Eleanor Roosevelt de Derechos Humanos y lo entregó en nombre del entonces presidente Barack Obama.
La Organización Gallup publicó la encuesta «Lista Gallup de las personas más admiradas del siglo XX», para determinar a quiénes los estadounidenses admiraban más por lo que hicieron en el siglo XX en 1999. Eleanor Roosevelt estaba en el noveno puesto. En 2001, Judith Hollensworth Hope fundó el Eleanor Roosevelt Legacy Committee (Eleanor's Legacy), una organización que motiva y apoya a las mujeres proelección del Partido Demócrata a postularse para cargos locales y estatales en Nueva York. Hollensworth fue su presidenta hasta abril de 2008. La organización también patrocina escuelas de capacitación de campañas electorales, vincula candidatos con voluntarios y expertos, colabora con organizaciones de ideas afines y brinda subvenciones de campaña a candidatas aprobadas. En 2007, fue nombrada Woman hero por la ONG The MY HERO Project.
El 20 de abril de 2016, el secretario del Tesoro Jacob Lew anunció que Eleanor Roosevelt aparecería con Marian Anderson y otras sufragistas reconocidas en el proyecto de rediseño del billete de 5 dólares, que se esperaba tener listo para 2020, en ocasión del centenario de la decimonovena enmienda de la Constitución de los Estados Unidos, la cual garantiza a las mujeres ejercer su derecho al voto. En una encuesta de 2015, Roosevelt era la favorita para reemplazar a Alexander Hamilton en el anverso del billete de 10 dólares. El proyecto ha quedado estancado durante la administración Trump. En 2020, la revista Time incluyó su nombre en su lista de cien mujeres del año; fue nombrada «mujer del año» en 1948 por sus esfuerzos para abordar los problemas relacionados con los derechos humanos.

### Lugares con su nombre
En 1972, se fundó el Instituto Eleanor Roosevelt; se fusionó con la Fundación Four Freedoms Franklin D. Roosevelt en 1987 para convertirse en el Instituto Roosevelt, un think tank liberal estadounidense. La organización, con sede en Nueva York, afirma que su misión es «llevar adelante el legado y los valores de Franklin y Eleanor Roosevelt mediante el desarrollo de ideas progresistas y un liderazgo audaz al servicio de restaurar la promesa de oportunidades de Estados Unidos para todos».
Eleanor Roosevelt High School, una escuela secundaria pública especializada en ciencias, matemáticas, tecnología e ingeniería, se estableció en 1976 en su ubicación actual en Greenbelt Maryland. Fue la primera escuela secundaria con el nombre de Eleanor Roosevelt y es parte del sistema de Escuelas Públicas del Condado de Prince George.

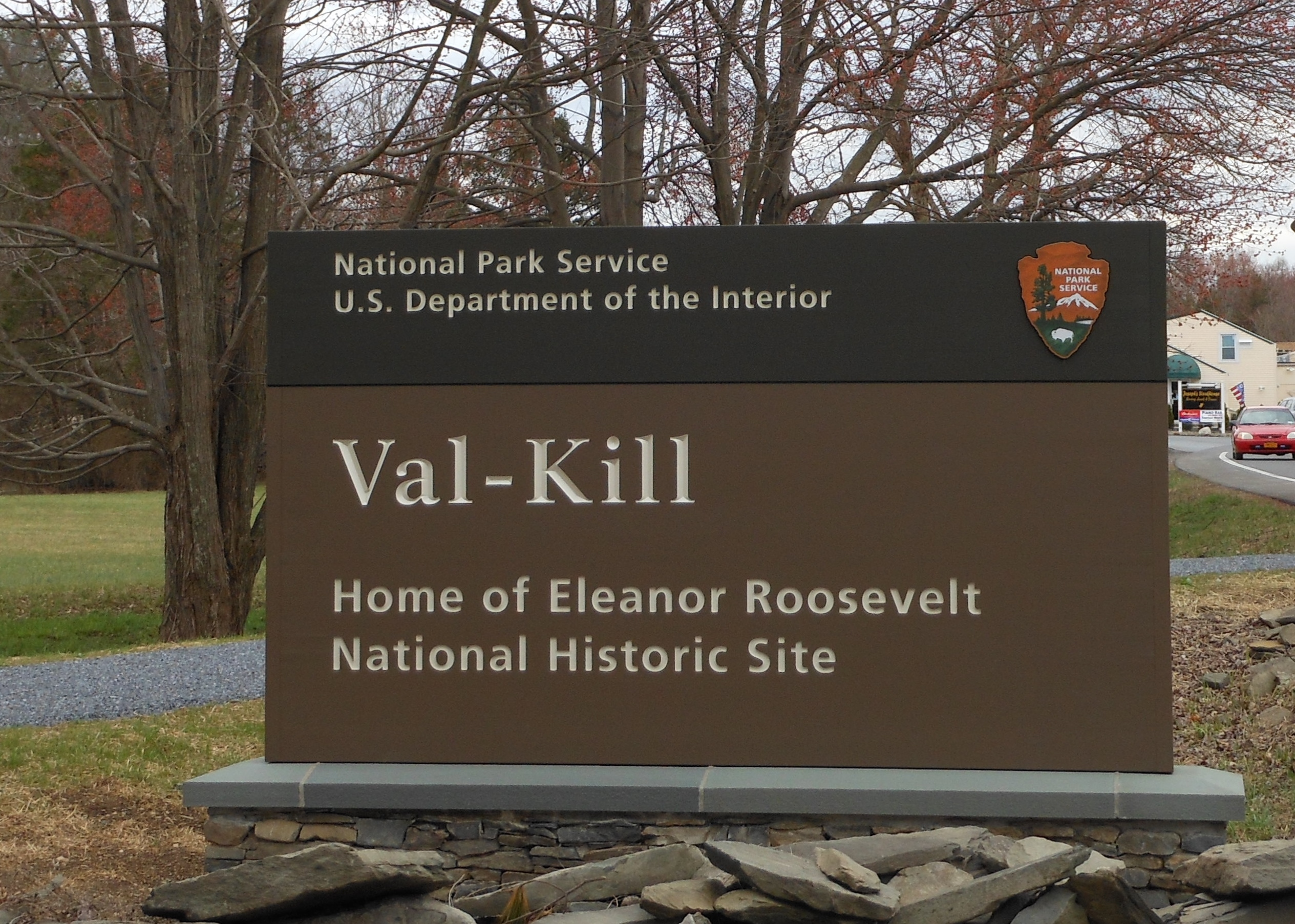
Sitio histórico de Val-Kill en Hyde Park (Nueva York).

Roosevelt vivía en una cabaña de piedra en Val-Kill a 3 km al este de su propiedad Springwood. La cabaña había sido su hogar después de la muerte de su esposo y era la única residencia que había tenido personalmente. En 1977, fue designada formalmente Eleanor Roosevelt National Historic Site por una ley del Congreso, «para conmemorar por la educación, la inspiración y el beneficio de las generaciones presentes y futuras de la vida y el trabajo de una mujer sobresaliente en la historia estadounidense». En 1998, Save America's Treasures anunció que la cabaña Val-Kill sería parte de un nuevo proyecto federal. La participación del SAT llevó al proyecto Honoring Eleanor Roosevelt (HER), inicialmente dirigido por voluntarios privados y ahora parte del SAT. Desde entonces, el proyecto HER ha recaudado casi un millón de dólares, destinados a los esfuerzos de restauración y desarrollo en Val-Kill y la producción de Eleanor Roosevelt: close to home, un documental sobre su vida en Val-Kill. Debido en parte al éxito de estos programas, Val-Kill recibió una subvención de $75 000 y fue nombrado uno de los doce sitios exhibidos en Restore America: a salute to preservation, una asociación entre SAT, National Trust y HGTV. El Centro de Estudios Roosevelt, un instituto de investigación, centro de conferencias y biblioteca sobre la historia estadounidense del siglo XX, ubicado en la abadía de Middelburgo (Países Bajos) del siglo XII, abrió sus puertas en 1986. Lleva el nombre de Eleanor, Theodore y Franklin Roosevelt, cuyos antepasados emigraron de Zelanda a los Estados Unidos en el siglo XVII.
En 1988, se fundó el Eleanor Roosevelt College (ERC), una de las seis universidades residenciales de pregrado de la Universidad de California en San Diego. ERC se centra en el entendimiento universal, como la competencia en idioma extranjero y una especialización regional. Eleanor Roosevelt High School, una pequeña escuela secundaria pública en el Lado Este superior de Manhattan en Nueva York, fue fundada en 2002. Otro centro educativo del mismo nombre, en California, abrió sus puertas en 2006.

## En la cultura popular

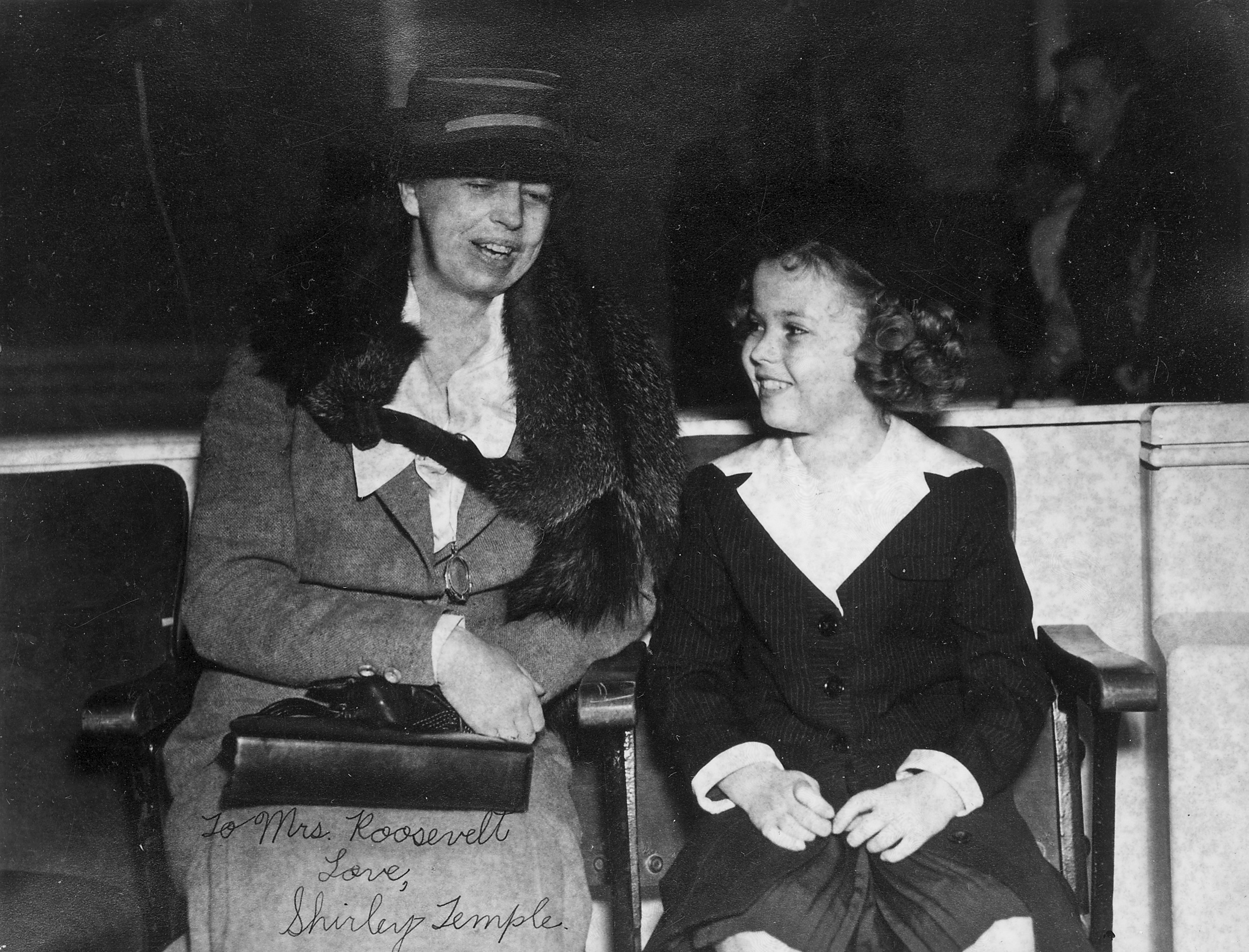
Roosevelt y Shirley Temple en 1938.

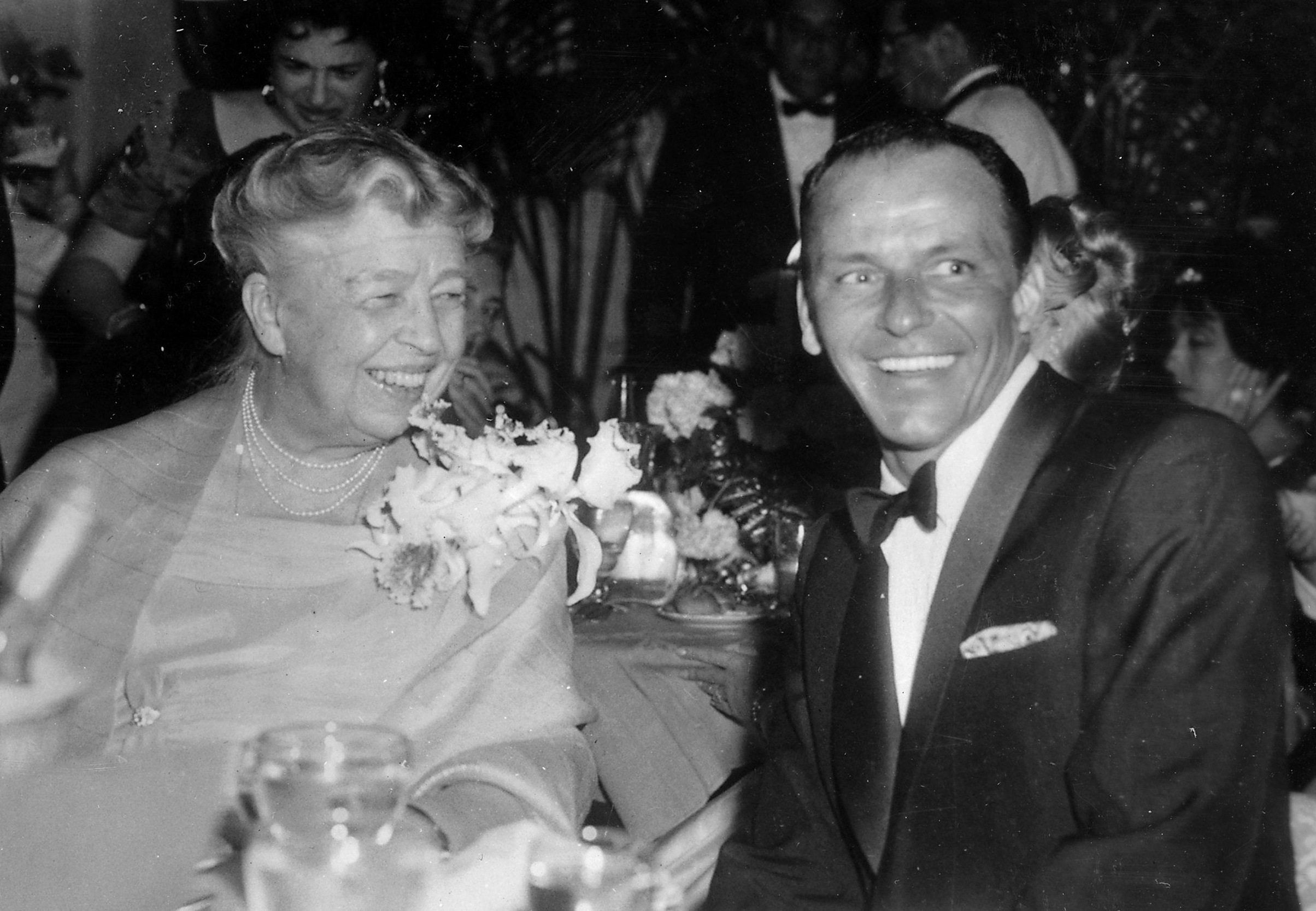
Acompañada por Frank Sinatra en 1960.

En 1933, después de convertirse en primera dama, honraron con nombre un nuevo híbrido de rosa de té (Rosa × hybrida «Mrs. Franklin D. Roosevelt»).
El 21 de mayo de 1937, visitó Westmoreland Homesteads para marcar la llegada del último dueño de la comunidad. Acompañándola en el viaje estaba la esposa de Henry Morgenthau Jr., secretario del Tesoro. «No creo en el paternalismo. No me gustan las organizaciones benéficas», había dicho antes. No obstante, comunidades cooperativas como Westmoreland Homesteads, continuó, ofrecían una alternativa a «nuestras ideas bien establecidas» que podrían «proporcionar igualdad de oportunidades para todos y evitar la recurrencia de un desastre [depresión] similar en el futuro». Los residentes quedaron tan conmovidos por su expresión personal de interés en el proyecto que rápidamente cambiaron el nombre de la comunidad a uno en su honor. (El nuevo nombre, Norvelt, era una combinación de las últimas sílabas en sus nombres: EleaNOR RooseVELT.)
Sunrise at Campobello (1958), una obra de Broadway de Dore Schary, dramatizó el ataque y eventual recuperación de Franklin de la poliomielitis, en la que Mary Fickett interpretó a Eleanor. Una película de 1960 del mismo nombre fue protagonizada por Greer Garson como Eleanor, nominada al premio Óscar a la mejor actriz. The Eleanor Roosevelt story (1965), una película documental biográfica dirigida por Richard Kaplan, ganó el Premio Óscar al mejor largometraje documental; el Academy Film Archive lo preservó en 2006. Roosevelt fue el tema de la pieza teatral histórica Eleanor (1976) de Arlene Stadd.
En 1976, Talent Associates lanzó la miniserie de televisión Eleanor and Franklin, protagonizada por Edward Herrmann como Franklin y Jane Alexander como Eleanor; se transmitió en la ABC el 11 y 12 de enero de 1976 y se basó en la biografía de Joseph P. Lash de 1971 del mismo título, que usó correspondencia y archivos desclasificados recientemente. La película ganó numerosos premios, como once premios Primetime Emmy, un premio Globo de Oro y el premio Peabody. El director Daniel Petrie ganó un Primetime Emmy al director del año - especial. En 1977 lanzaron una secuela, Eleanor and Franklin: the White House years, con las mismas estrellas. Ganó siete Primetime Emmy, así como premio al especial destacado del año. Petrie volvió a ganar un Primetime Emmy al director del año - especial por la segunda película. Ambas producciones fueron aclamadas y reconocidas por su precisión histórica.
En 1979, la NBC televisó la miniserie Backstairs at the White House, basada en el libro My thirty years backstairs at the White House (1961) de Lillian Rogers Parks. La serie retrató la vida de los presidentes, sus familias y el personal de la Casa Blanca que los atendió desde las administraciones de William Howard Taft (1909-1913) hasta Dwight D. Eisenhower (1953-1961). Gran parte del libro se basó en notas de su madre, Maggie Rogers, una sirvienta de la Casa Blanca. Parks dio crédito a Eleanor Roosevelt por animar a su madre a escribir un diario sobre su servicio en el personal de la Casa Blanca. La serie ganó el premio del Writers Guild of America a la serie de televisión de formato largo, recibió una nominación al Globo de Oro a la serie dramática de televisión y ganó un Primetime Emmy al logro sobresaliente en maquillaje. Entre las diez nominaciones adicionales al Emmy estaba Eileen Heckart por su interpretación de Eleanor Roosevelt; Heckart recibió una nominación al Primetime Emmy nuevamente al año siguiente por su actuación en ese mismo personaje en la película de televisión de la NBC F.D.R .: the last year.
En 1996, el escritor de The Washington Post Bob Woodward informó que Hillary Clinton había estado teniendo «discusiones imaginarias» con Roosevelt desde el comienzo de su rol de primera dama. Tras la pérdida de control demócrata del Congreso en las elecciones federales de 1994, Clinton había contratado los servicios del proponente de Jean Houston del movimiento del potencial humano. Houston la alentó a perseguir una conexión con Roosevelt y, aunque no se utilizaron técnicas psíquicas, los críticos y los cómicos inmediatamente sugirieron que Clinton estaba celebrando sesiones espiritistas con la difunta. La Casa Blanca declaró que esto era simplemente un ejercicio de lluvia de ideas; una encuesta privada tiempo después indicó que la mayoría del público creía que estas eran solo conversaciones imaginarias y el resto pensaba que la comunicación con los muertos era realmente posible. En su autobiografía Living history (2003), Clinton tituló un capítulo entero Conversations with Eleanor («Conversaciones con Eleanor») y afirmó que sostener «conversaciones imaginarias [es] en realidad un ejercicio mental útil para ayudar a analizar problemas, siempre que elija a la persona adecuada para visualizar. Eleanor Roosevelt era ideal».
En 1996, fue publicado el libro infantil Eleanor de Barbara Cooney, sobre la infancia de Roosevelt, describiéndola como una «niña tímida que hace grandes cosas».
En 2014, se lanzó la serie documental The Roosevelts: an intimate history. Producida y dirigida por Ken Burns, se centra en la vida de Theodore, Franklin y Eleanor Roosevelt. Se estrenó con críticas positivas y fue nominada a tres premios Primetime Emmy, ganando el premio al mejor narrador por el primer episodio de Peter Coyote. En septiembre de 2014, The Roosevelts se convirtió en el documental más transmitido en el sitio web de la PBS hasta la fecha.

## Publicaciones
- Hunting Big Game in the Eighties: The Letters of Elliott Roosevelt, Sportsman. Nueva York: Scribners, 1932.
- When You Grow Up to Vote. Boston: Houghton Mifflin, 1932.
- It's Up to the Women. Nueva York: Stokes, 1933.
- A Trip to Washington with Bobby and Betty. Nueva York: Dodge, 1935.
- This Is My Story. Nueva York: Harper, 1937.
- My Days. Nueva York: Dodge, 1938.
- This Troubled World. Nueva York: Kinsey, 1938.
- Christmas: A Story. Nueva York: Knopf, 1940.
- Christmas, 1940. Nueva York: St. Martin's. 1940.
- The Moral Basis of Democracy. Nueva York: Howell, Soskin, 1940.
- This is America. Nueva York: Putnam's, 1942, con fotografías de Frances Cooke Macgregor.
- If You Ask Me. Nueva York: Appleton-Century, 1946.
- This I Remember. Nueva York: Harper, 1949.
- Partners: The United Nations and Youth. Garden City: Doubleday, 1950 (con Helen Ferris).
- India and the Awakening East. Nueva York: Harper, 1953.
- UN: Today and Tomorrow. Nueva York: Harper, 1953 (con William DeWitt).
- It Seems to Me. Nueva York: Norton, 1954.
- Ladies of Courage. Nueva York: Putnam's, 1954 (con Lorena Hickok).
- United Nations: What You Should Know about It. New London: Croft, 1955.
- On My Own. Nueva York: Harper, 1958.
- Growing Toward Peace. Nueva York: Random House, 1960 (con Regina Tor).
- You Learn By Living. Nueva York: Harper, 1960.
- The Autobiography of Eleanor Roosevelt. Nueva York: Harper, 1961.
- Your Teens and Mine. Nueva York: Da Capo, 1961.
- Eleanor Roosevelt's Book of Common Sense Etiquette. Nueva York: Macmillan, 1962 (con la asistencia de Robert O. Ballou).
- Eleanor Roosevelt's Christmas Book. Nueva York: Dodd, Mead, 1963.
- Tomorrow Is Now. Nueva York: Harper, 1963.[425]